# Alpines Museum (München)
Das Alpine Museum in München ist eine Einrichtung des Deutschen Alpenvereins (DAV), ein kulturelles Zentrum mit Bibliothek, Archiv und Sammlung zur Geschichte des Alpinismus. Es beherbergt das gemeinsame Historische Alpenarchiv des Deutschen Alpenvereins (DAV), des Österreichischen Alpenvereins (ÖAV) und des Alpenvereins Südtirol (AVS). Das Museumsgebäude ist Treffpunkt und Veranstaltungsort des Deutschen Alpenvereins mit seinen 355 Sektionen mit insgesamt 1.520.381 Mitgliedern (Stand: 31. Dezember 2023), ein Ort, der für DAV-Mitglieder und die breite Öffentlichkeit die Möglichkeit bietet, sich über alpine Themen auszutauschen.

## Geschichte
Die ursprüngliche Idee zu einem Alpinen Museum als Kultureinrichtung geht auf einen Beschluss des damaligen gemeinsamen Deutschen und Österreichischen Alpenvereins (DuOeAV) von 1874 zurück, die sich in ihren Statuten dazu verpflichteten, „die Kenntnisse von den Alpen zu erweitern und zu verbreitern, ihre Bereisung zu erleichtern“ (Statuten des Deutschen Alpenvereins, in: Zeitschrift. DAV 1, 1869/70, Anhang XI). Über die Gründung eines Alpinen Museum wurde konkret seit 1904 diskutiert. Am 14. Juli 1907 beauftragte die in Innsbruck tagende Generalversammlung des DuOeAV den Zentralausschuss durch einstimmigen Beschluss, die Vorarbeiten für das Museum einzuleiten. Die Stadtgemeinde München hatte zuvor dem DuOeAV für das neu zu gründende Museum das auf der Praterinsel gelegene ehemalige Café & Restaurant Isarlust zur unentgeltlichen Nutzung angeboten. Am 18. Juli 1908 beschloss die Generalversammlung endgültig und einstimmig die Errichtung des Museums; annähernd einstimmig fiel die Wahl auf den von der Stadt München offerierten Standort.

Geschichte des Museums
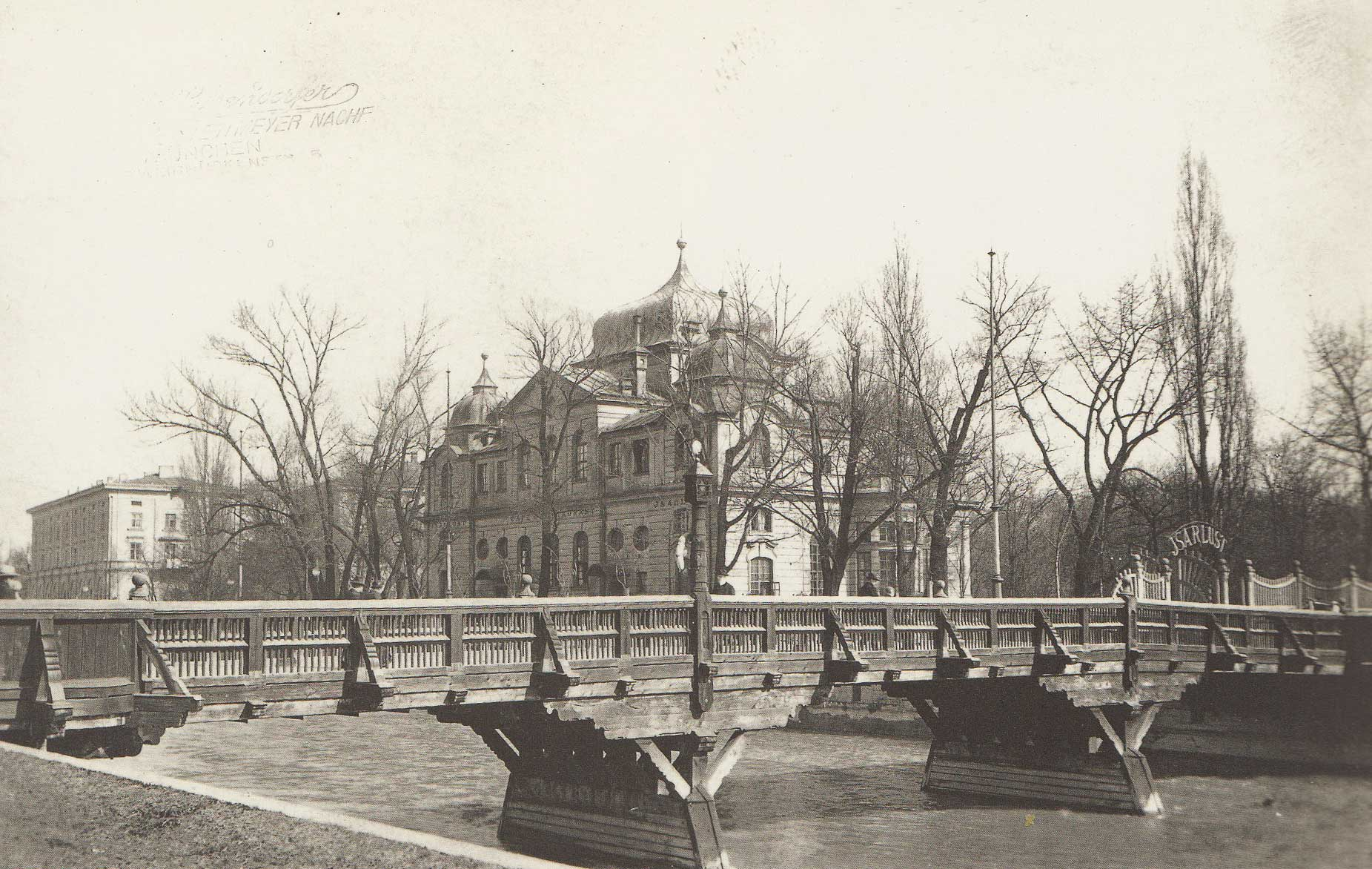
Café Isarlust 1905
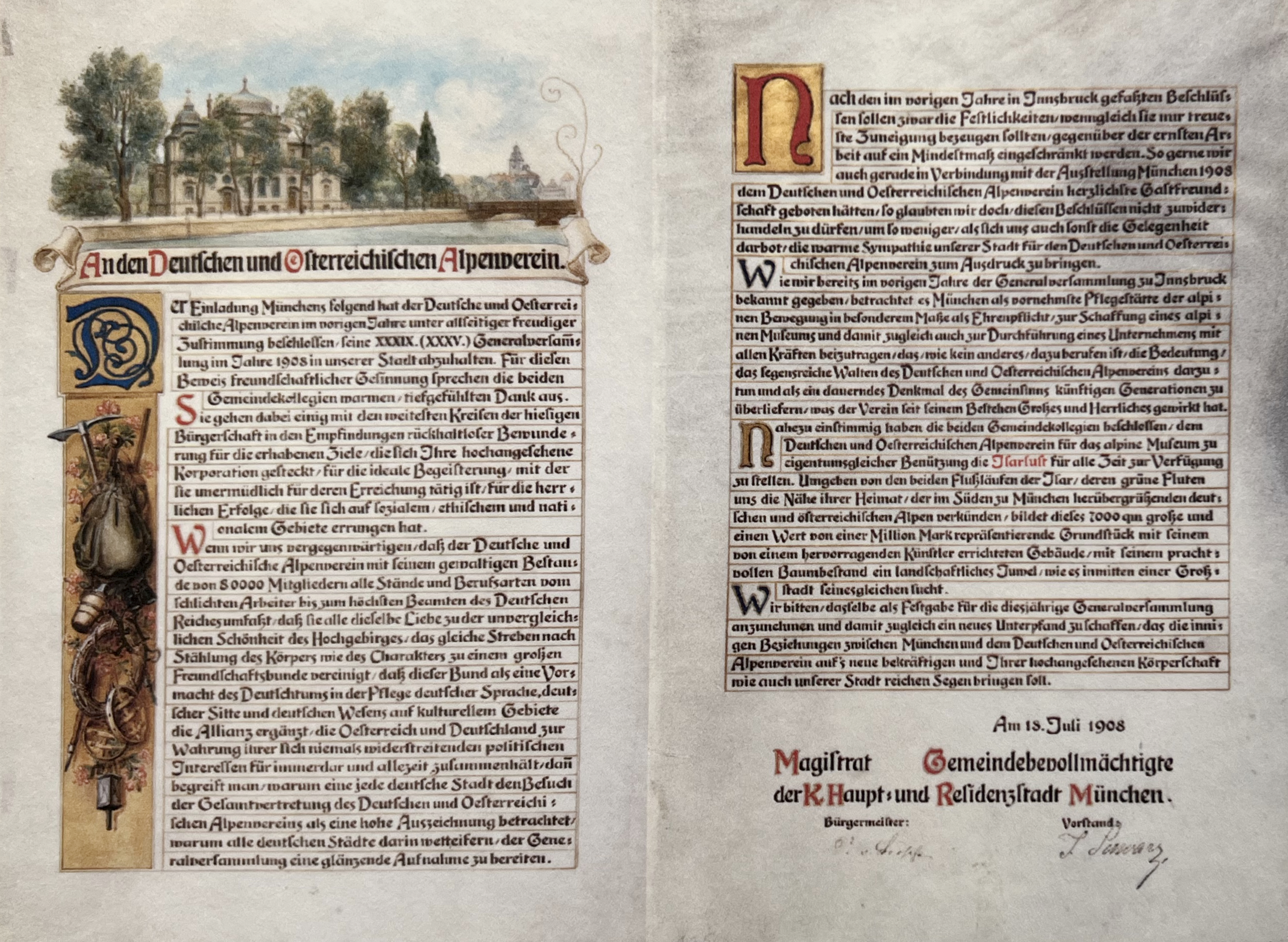
Übertragungsurkunde der Stadt München, 1908
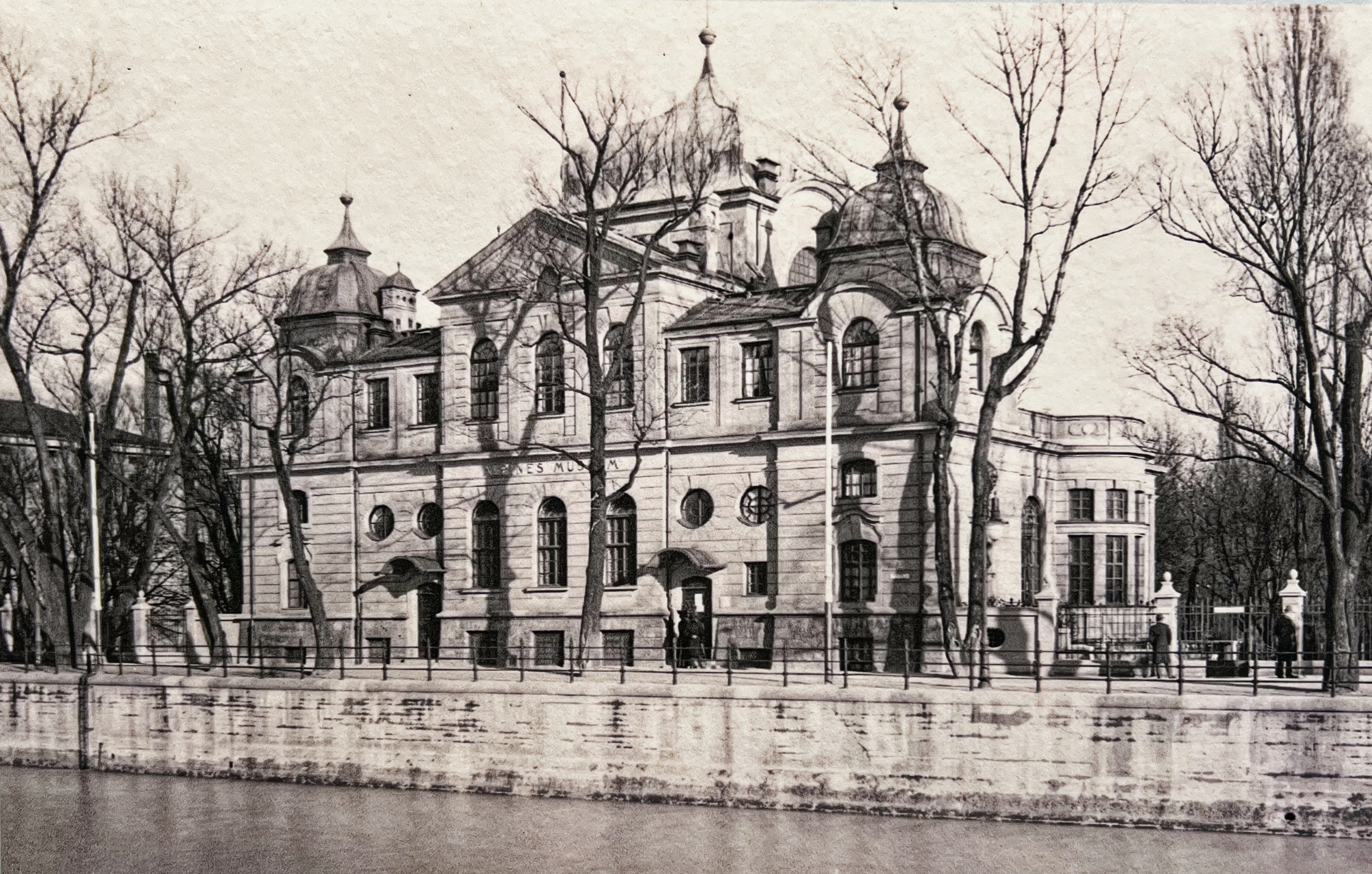
Alpines Museum, 1911

Die offizielle Übernahme des Museums fand am 23. Januar 1909 statt. Das einstige Isarlust-Café wurde daraufhin umgebaut, was in erster Linie die Unterbringung der alpinen Zentralbibliothek betraf, im großen Saal wurden Wände eingezogen, um mehr Wandfläche zu schaffen. Gesamtverantwortlich für die Gebäudeadaptionen war Robert Rehlen (1859–1941), 1912 Baurat und Leiter der Abteilung Hochbau III bei der Stadtgemeinde München, Leiter des Hütten- und Wegebaues im DuOeAV und von 1928 bis 1934 dessen Präsident. Der nächste Schritt war die Eingliederung der alpinen Exlibris-Sammlung in das Museum. Die das Museum umgebenden Freiflächen dienten der Präsentation von Gesteinsblöcken verschiedenster geologischer Formationen, eine Art Gesteins-Lehrpfad, der bis zum Neubau des Museums im Jahr 2024 in seiner ursprünglichen Formation von 1910 weitgehenden erhalten blieb. 1911 wurde eine „Besuchsordnung“ des Alpinen Museums des Deutschen und Österreichischen Alpenvereins für das Alpine Museum erlassen. Die Eröffnung des Museums fand am 17. Dezember 1911 statt. Zum Leiter und ersten Direktor des Museums berief der DuOeAV den Juristen und Landgerichtsrat Carl Müller.

### Standort des Museums
Die Praterinsel, auf der seit 1911 das Alpine Museum besteht, ist eine von zwei bebauten Inseln in der Isar, die andere ist die Museumsinsel. Wegen Hochwassergefahr blieb die Insel lange unbebaut. Standort des Alpinen Museums ist der einst als Feuerwerksinsel bezeichnete Teil der Praterinsel, wo sich seit 1888 das Restaurant und Café Isarlust befand. Eigentümerin der Insel und der Gebäude war die Stadt München. München und Innsbruck wetteiferten zu der Zeit um den Standort für ein Alpenmuseum. Innsbruck warb mit der unmittelbaren Lage in den Alpen. Der Magistrat der Stadt München ersuchte den DuOeAV am 10. Juli 1907 das Museum in der Stadt zu errichten. München betrachtete es laut Oberbürgermeister Wilhelm Ritter von Borscht als Ehrenpflicht, dem DuOeAV „für das Alpine Museum zu eigentumsgleicher Benutzung die Isarlust für alle Zeit zur Verfügung zu stellen“.

### Vom Café Isarlust zum Museum
Das übernommene Gebäude des Cafés Isarlust auf der Praterinsel war ein nach den Plänen des Stadtbaurats Friedrich Löwel entworfenes Schlösschen im Neorokokostil, das vor der Nutzung als Museum grundlegend umgebaut werden musste. Den Umbau von 1909 bis 1911 leitete der Architekt und Hüttenreferent des Deutschen und Österreichischen Alpenvereins (DuOeAV) Robert Rehlen, der später von 1928 bis 1934 Präsident des DuOeAV war. Zunächst befand sich im Keller des Gebäudes auch die Bibliothek des DuOeAV, die wegen Feuchtigkeitsproblemen 1913 ausgelagert wurde. 1914 gab es erste Pläne zum Ausbau und zur Erweiterung des Museums. Der Ausbau fand dann in zwei Schritten 1926 und 1936 statt. Ab 1929 dienten zwei weitere geräumige Säle der Vorführung des (bis dahin als touristisch nicht vollwertig erachteten) alpinen Skilaufs sowie der alpinen Technik, wobei diese in zwei sieben Meter hohen Gruppen mit lebensgroßen Figuren demonstriert wurde. Ein weiterer Saal wurde, wissenschaftlich wie alpin-technisch, dem Großglockner gewidmet.
Parallel zum Umbau des vormaligen Cafés Isarlust zum Museum wurde auf der Seite zur Isar hin ein Alpenpflanzengarten angelegt. Der Schaugarten war ein Geschenk des „Vereins zum Schutze und zur Pflege der Alpenpflanzen“, der ältesten Naturschutzorganisation in Bayern, heute Verein zum Schutz der Bergwelt.

Vom Rokokoschlösschen zum Museum
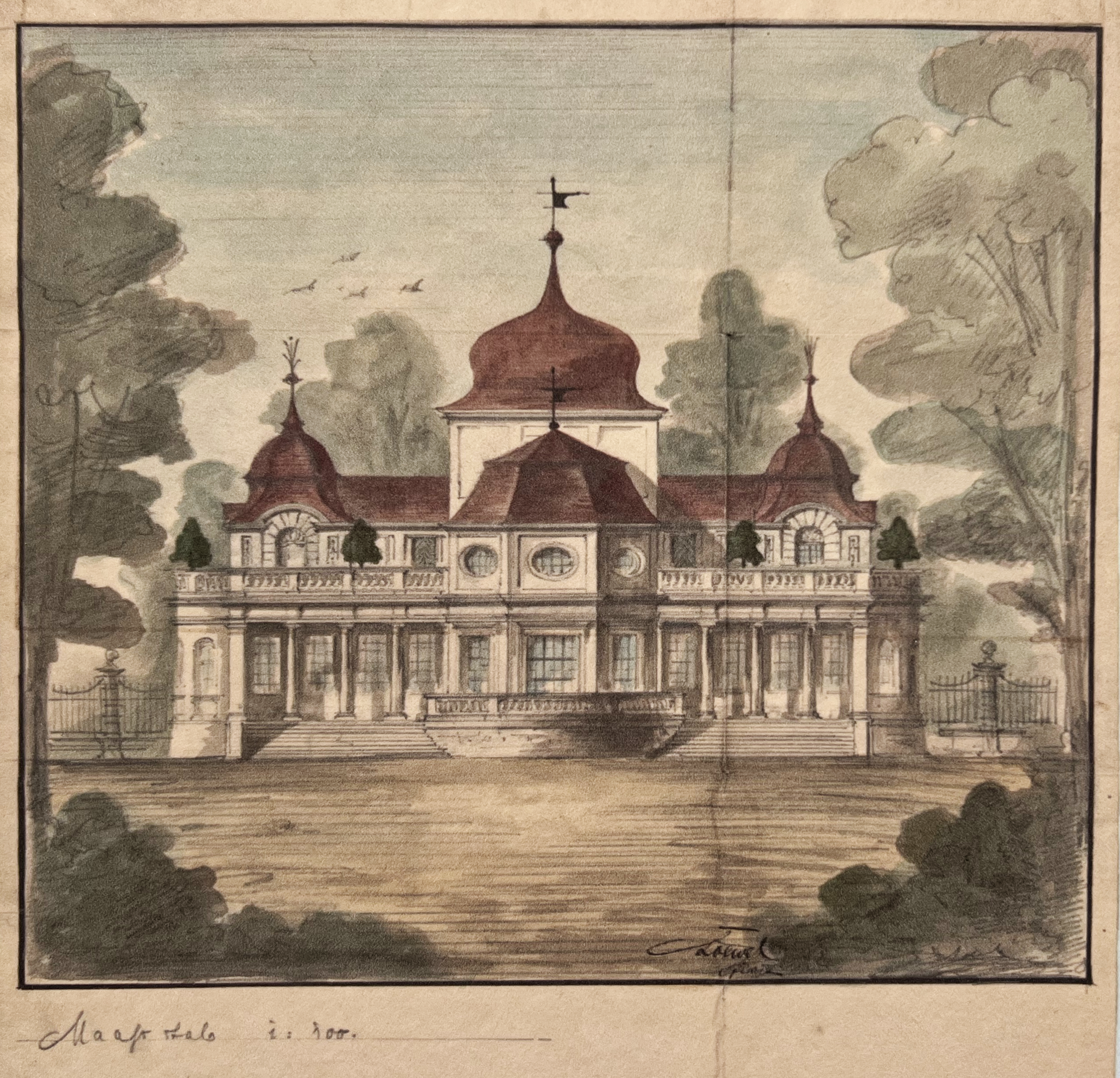
Café im Neurokokostil
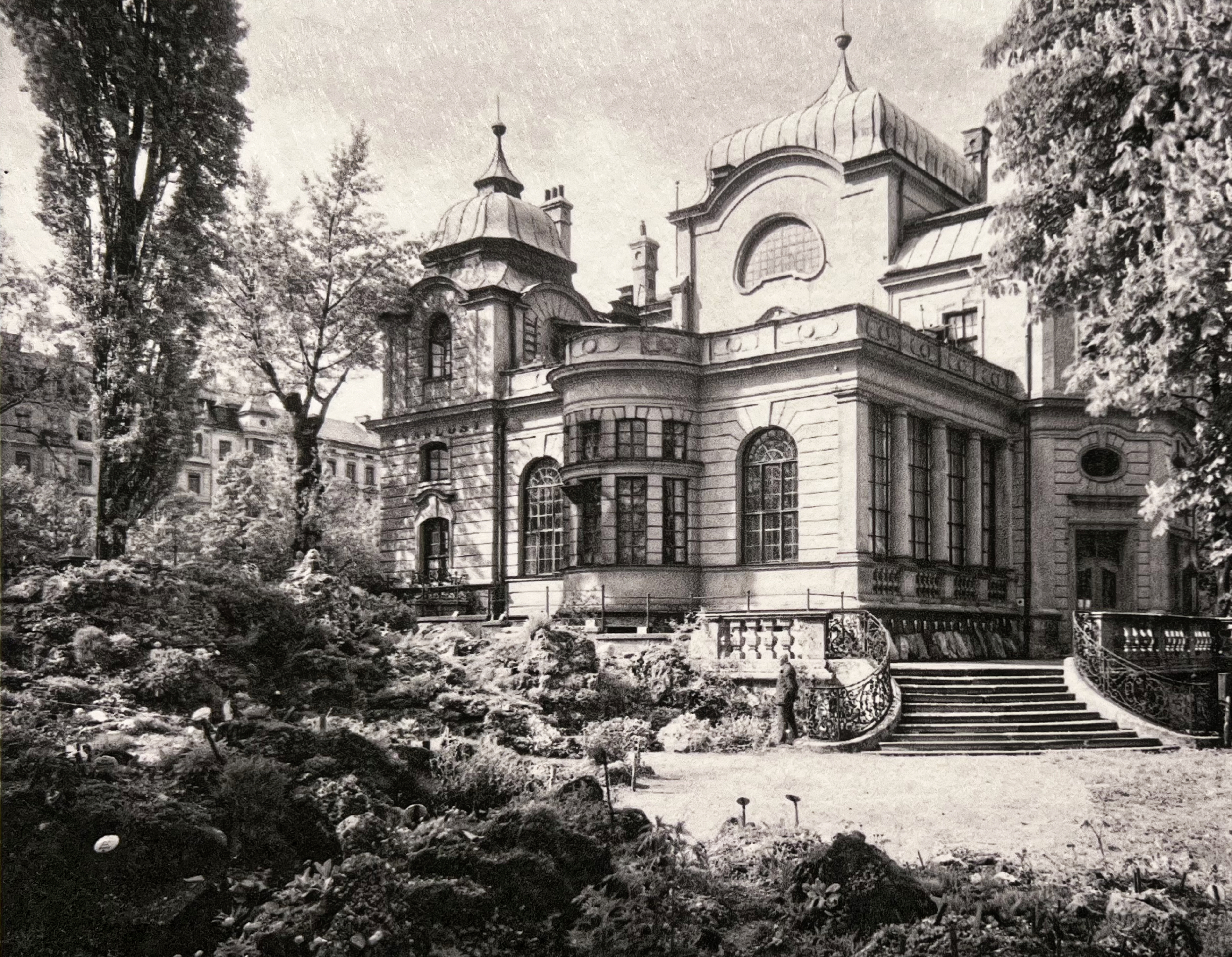
Museum mit Alpinpflanzengarten
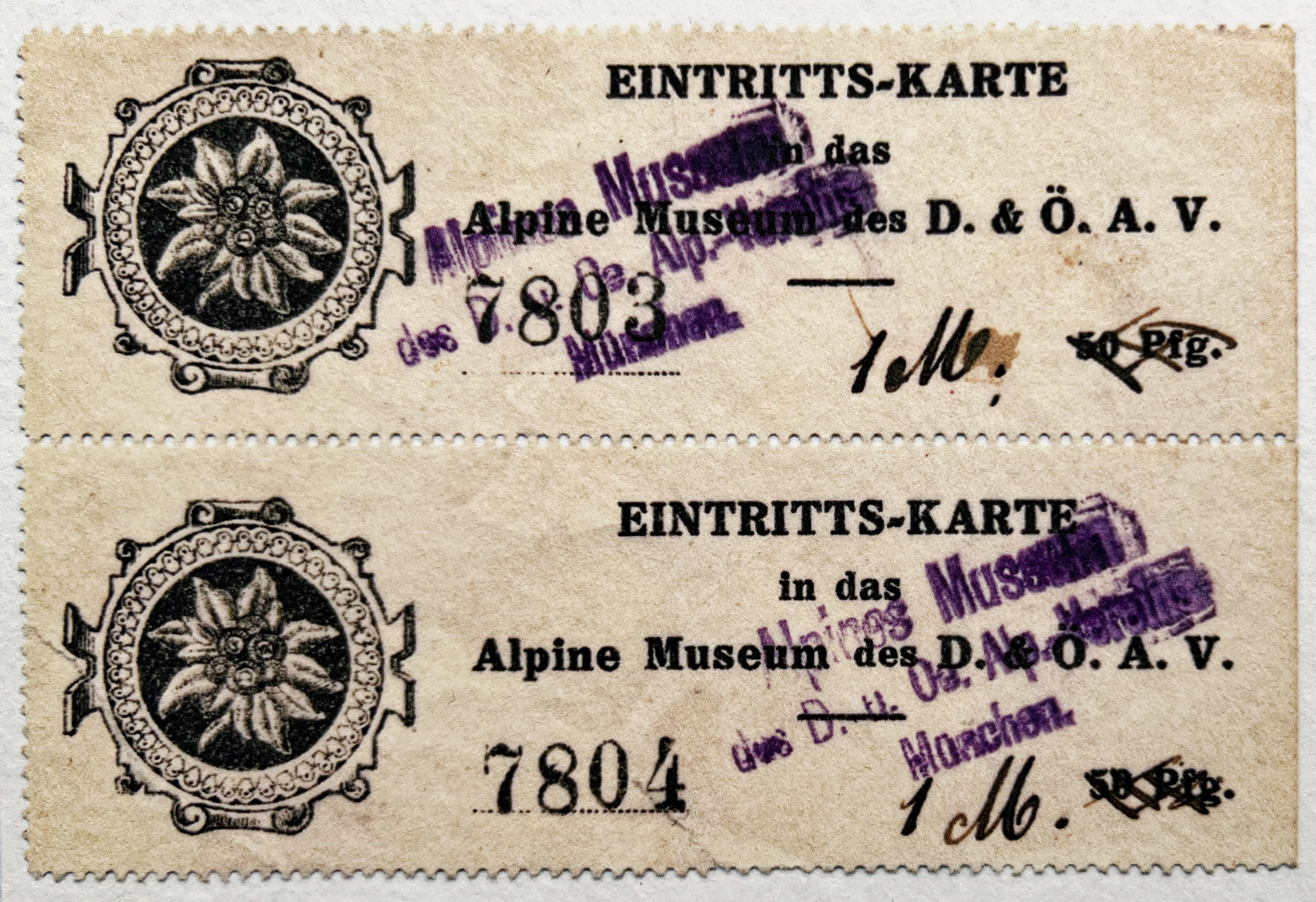
Eintrittskarten 1920

### Krieg und Neuanfang
Am 20. September 1942 fielen Bomben auf das Museum, die Sammlungen blieben weitgehend verschont und wurden danach großenteils in Bergwerksstollen nach Tirol ausgelagert. Bombardierungen im September 1943 und im April 1944 zerstörten das Gebäude fast vollständig. Nach dem Zweiten Weltkrieg nutzte der Deutsche Alpenverein (DAV) das Haus als Verwaltungsgebäude, und Jugendgruppen der Münchner Sektionen begannen mit den Aufräumarbeiten, 1950 begann der neu gegründete DAV mit dem Wiederaufbau und nutzte das Gebäude weitgehend für die Verwaltung. Die umfangreiche Bibliothek wurde im Erdgeschoss untergebracht, im 1967 fertig gestellten Festsaal im zweiten Stock fanden Versammlungen, Veranstaltungen und Pressekonferenzen statt. In einigen Räumlichkeiten fanden Alpine Kunstveranstaltungen Platz. In den 1990er Jahren drohte die Stadt, das Gebäude zurückzufordern, weil die Zweckbindung Museum und Bildung durch die Büros der Verwaltung des DAV nicht mehr erfüllt wurde. Daher beschloss der DAV 1993 die Neuerrichtung des Alpinen Museums auf der Praterinsel.

### 1996: Wiedereröffnung
Die Wiedereröffnung des Alpinen Museums fand am 26. Oktober 1996 statt. In vier Räumen präsentierte das Museum seine Dauerausstellung. Der ehemalige zweigeschossige Bibliotheksraum diente den Sonderausstellungen, die Bibliothek wurde ins erste Obergeschoss verlegt, während das zweite Obergeschoss Versammlungsräume und die Museumsverwaltung beherbergte. Das neue Magazin der Bibliothek kam in den Keller.
Erste Direktorin des Museums war Maike Trentin-Meyer, zum 1. Juli 2000 wurde Friederike Kaiser zur Leiterin bestellt.
Von November 2011 bis Juni 2012 feierte das Museum sein einhundertjähriges Bestehen unter anderem mit der zeitkritischen Sonderausstellung Berg Heil! Alpenverein und Bergsteigen 1918–1945 sowie diversen, das Thema begleitenden Diskussionsveranstaltungen.
2013 erhielt das Museum von den Erben der Brüder Adolf, Hermann und Robert von Schlagintweit 200 Aquarelle und Zeichnungen, die diese während ihrer Expedition nach Indien, Nepal, Tibet und Turkestan in den Jahren 1854 bis 1857 angefertigt hatten.
Im Rahmen des vollständigen Abrisses der alten Höllentalangerhütte im Jahr 2013 wurde das Blockhaus, die „Urzelle“ der Hütte, im Außengelände des Museums wieder aufgebaut und im März 2017 mitsamt historischer Einrichtung der Öffentlichkeit mit finanzieller Förderung der Versicherungskammer Bayern zugänglich gemacht.

Nach Neueröffnung 1996
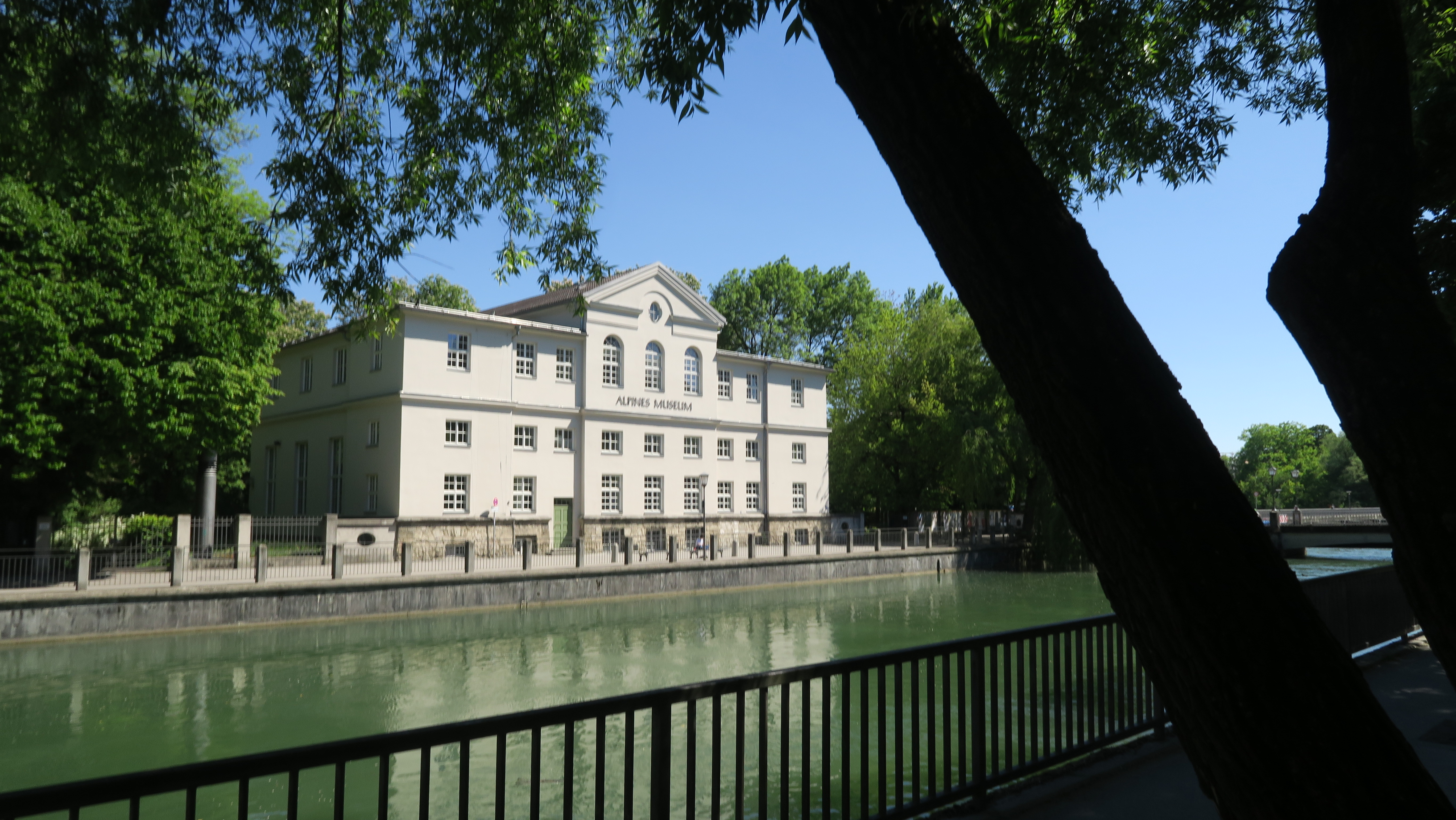
Alpines Museum, 1996 - 2022
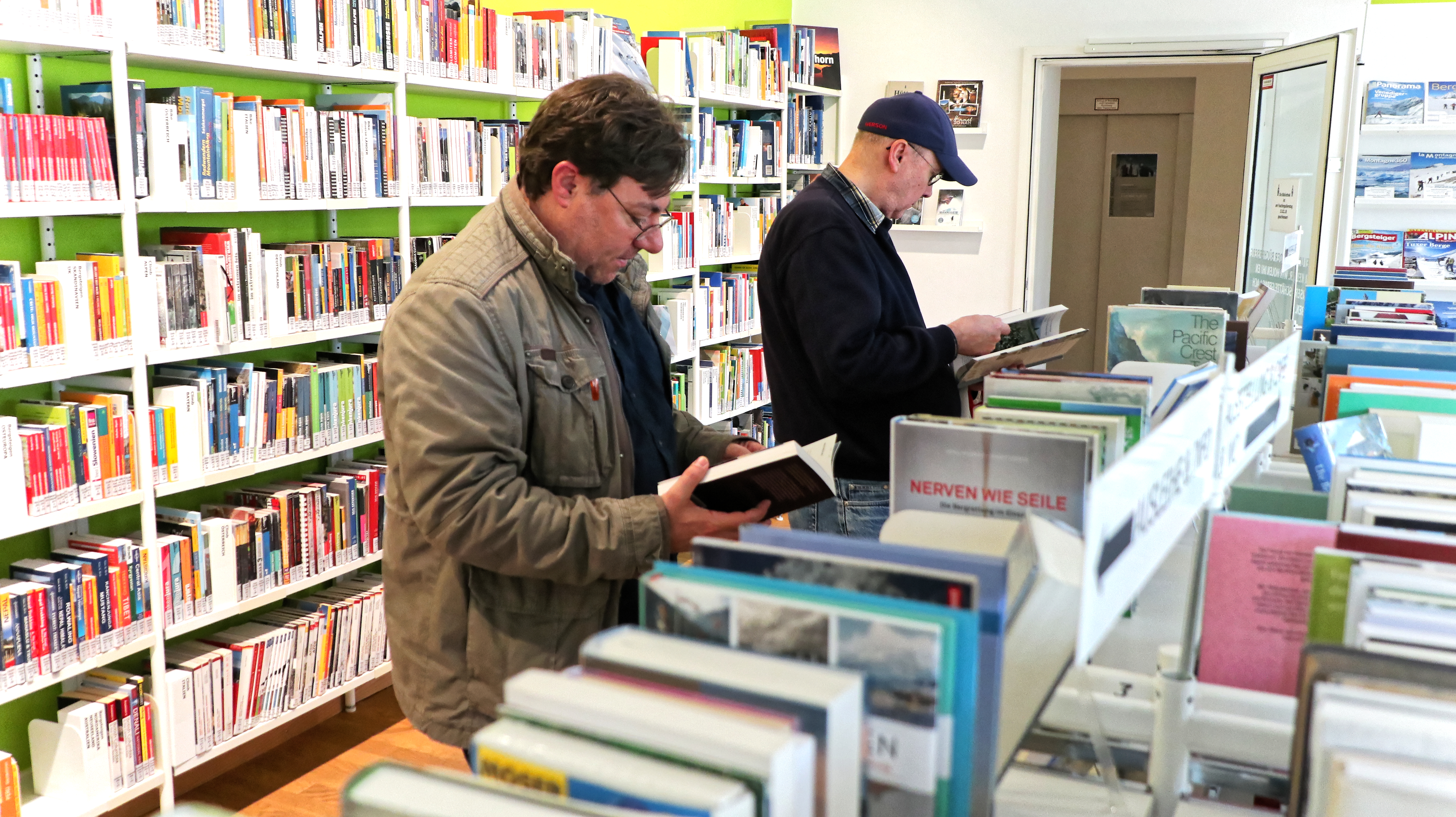
Bibliothek 2018
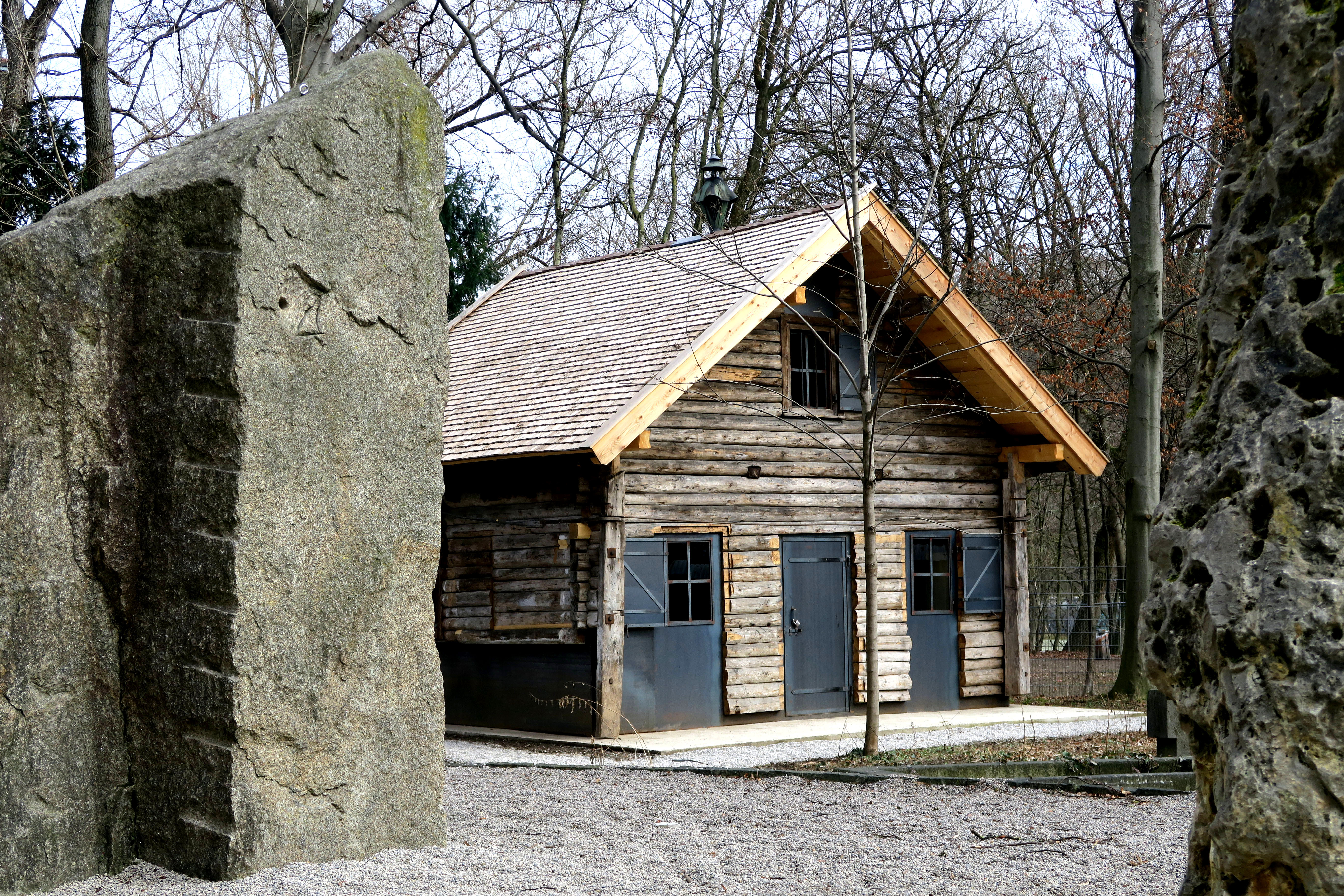
Ursprüngliche Höllentalangerhütte

### Umbau des Alpinen Museums
Von 2021 bis 2024 fand ein grundlegender Umbau des Museums statt. Das Haus sollte zum einen seine ursprüngliche Großzügigkeit von 1887/88 zurück erhalten, die Ausstellungs- und Veranstaltungsräume sollten vergrößert werden, der Park mit teils uralten Bäumen sollte voll erhalten bleiben. Die Modernisierung und der Umbau des Museums und seiner Einrichtungen auf der Praterinsel wurden von der Bundesregierung mit 4,9 Mio. Euro bezuschusst, die Stadt München schloss sich mit 1 Mio. Euro Förderung an. Bayern förderte das Projekt mit 0,8 Mio. Euro. Der Deutsche Alpenverein selbst trug den Rest der Umbaukosten sowie die Kosten für die Innenausstattung, der auf 10,5 Mio. Euro angesetzte Kostenrahmen wurde nicht überschritten.

Umbau des Alpinen Museums
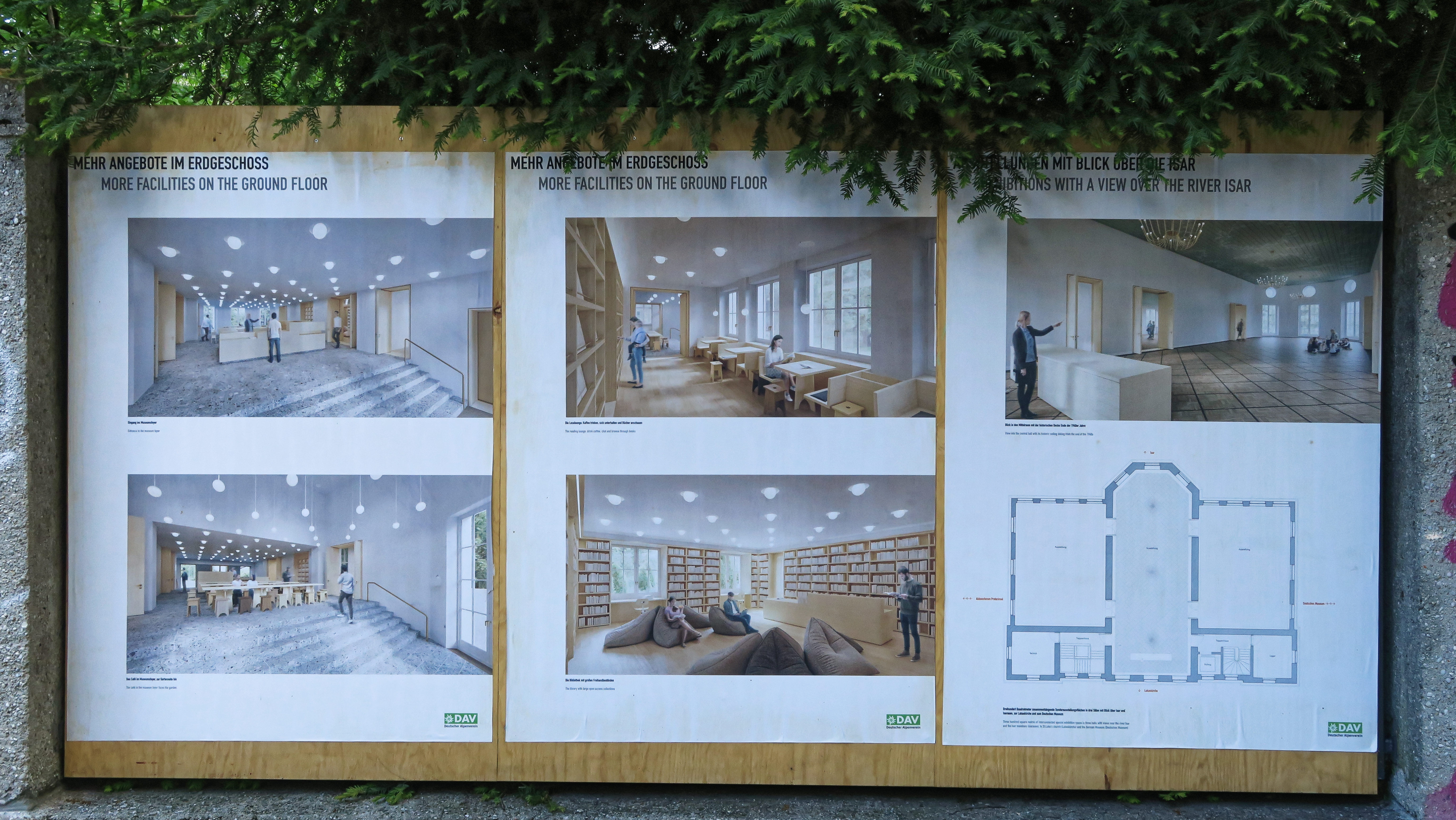
Pläne für´s neue Museum
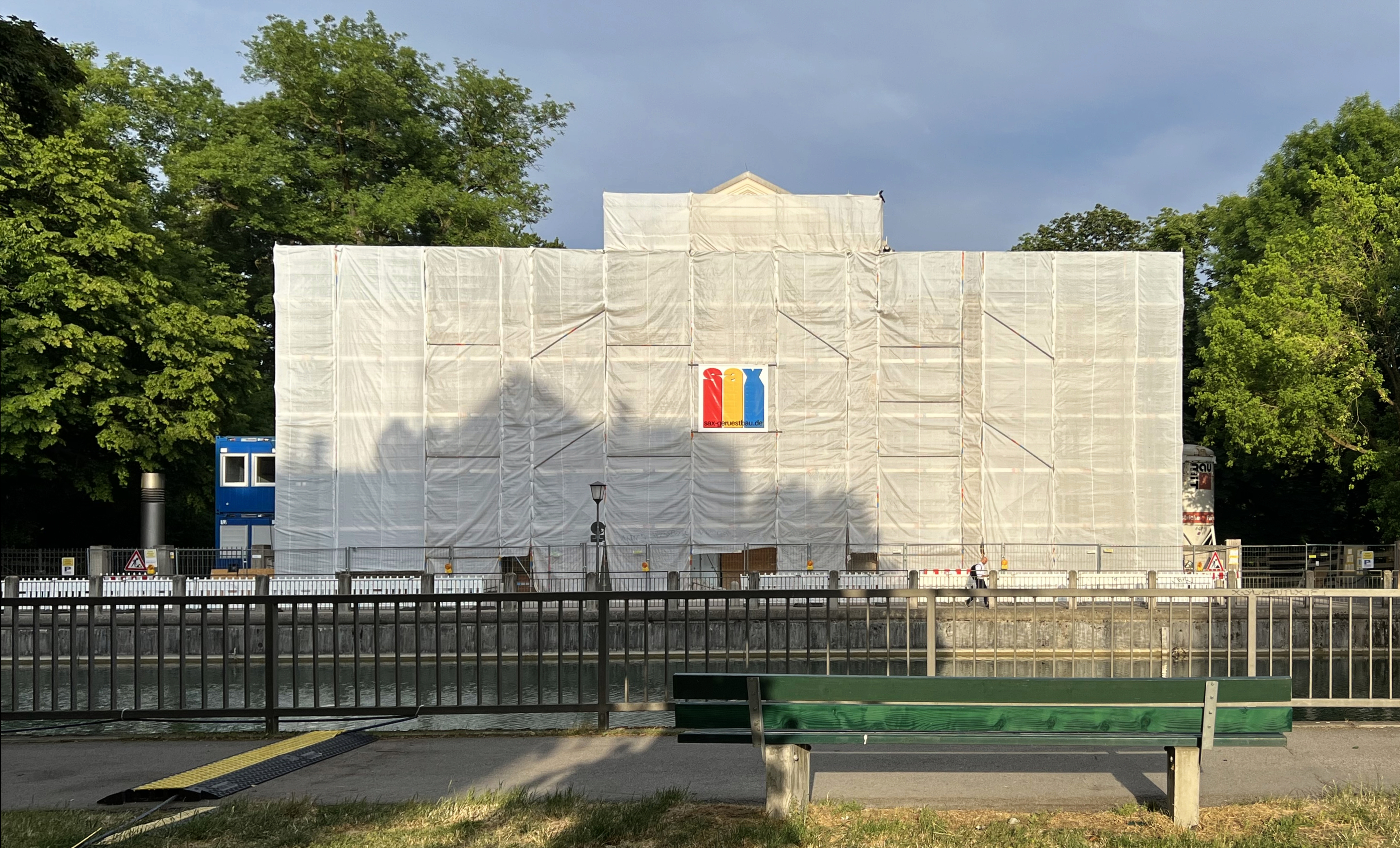
Eingerüstet von 2021 - 2024
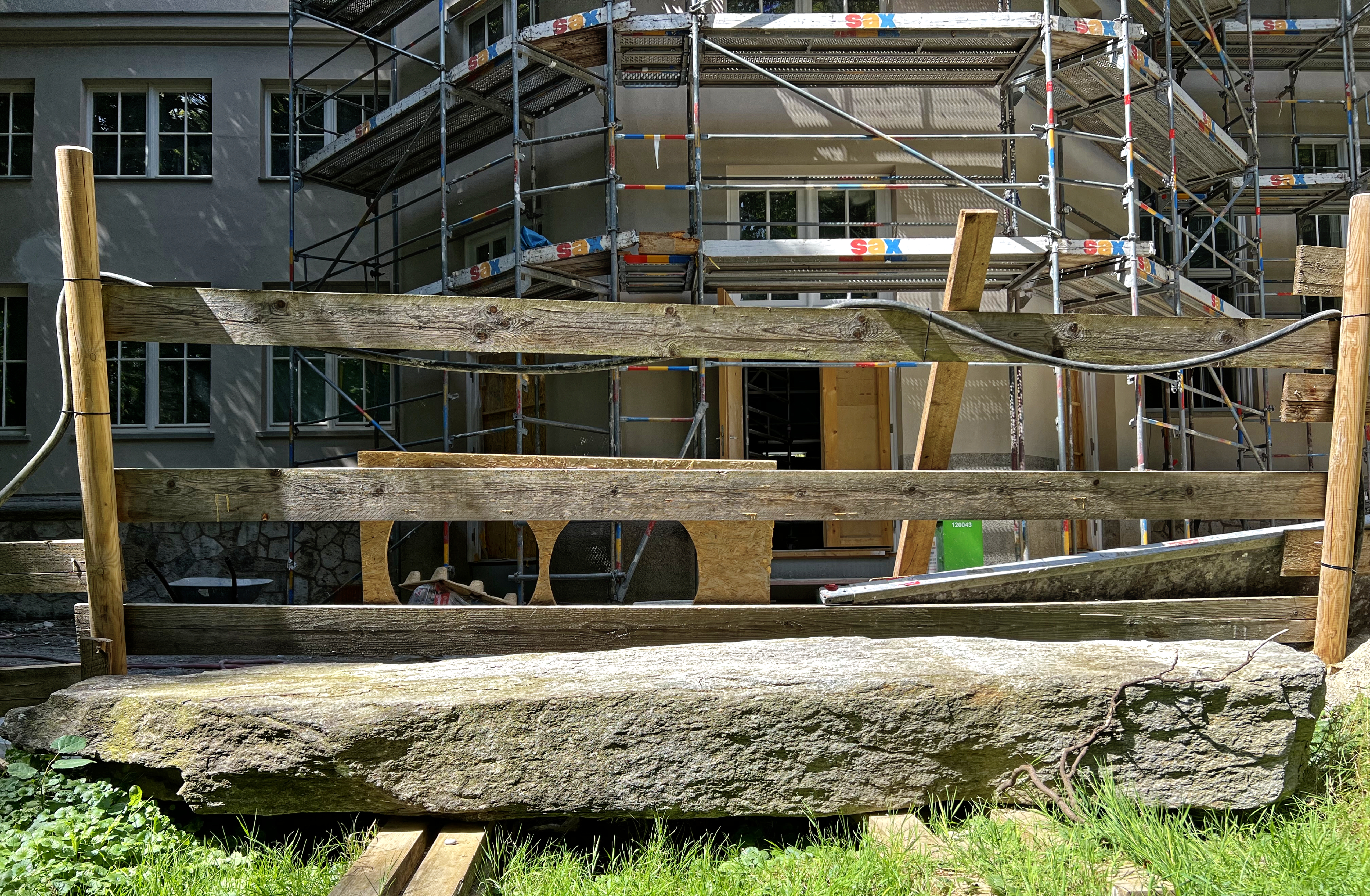
Museumsbaustelle

## 2024: Neues Alpines Museum
Die Neueröffnung des Alpinen Museums fand am 7. März 2024 statt. Mit einher ging damit eine inhaltliche Neuausrichtung des Museums. Es verfügt heute über rund 600 Quadratmeter Fläche für Ausstellungen und Veranstaltungen. Der Eingang befindet sich vorne zur Stadt hin, dahinter ein großzügiges Foyer verbunden mit dem Café Isarlust, im zweiten Obergeschoss ein repräsentativer Festsaal für 200 Gäste. Roland Stierle, der Präsident des DAV: „Wir verstehen das Museum mit Archiv und Bibliothek als unser kulturelles Zentrum. Es soll den Mitgliedern und Nichtmitglieder für einen gesamtgesellschaftlichen Austausch zu allen alpinen Themen dienen. Gleichzeitig ist es in seiner Offenheit, Modernität und Vielfältigkeit ein sehr wichtiges Aushängeschild für den DAV.“

Das neue Museum außen
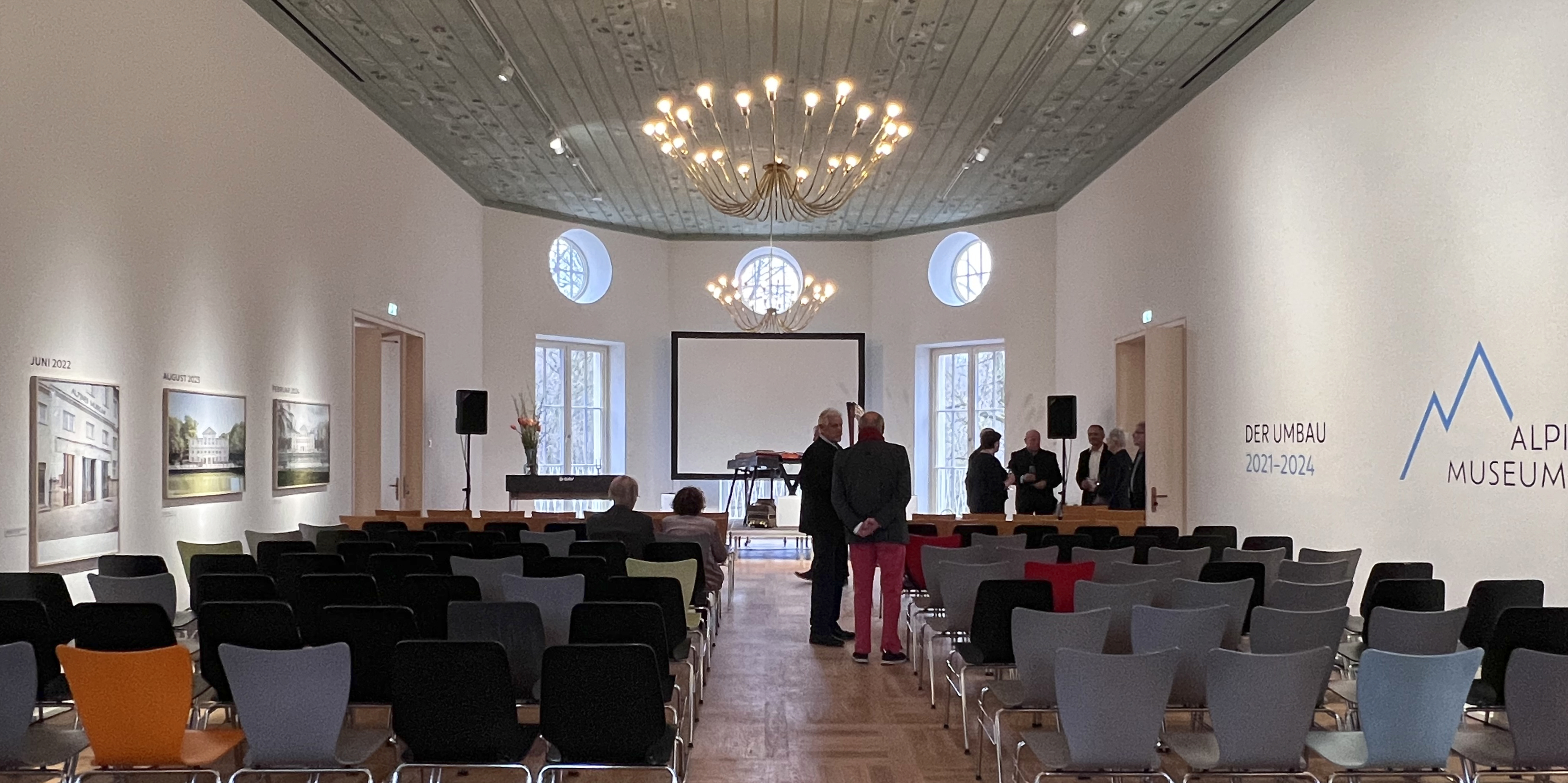
Neueröffnung im Festsaal
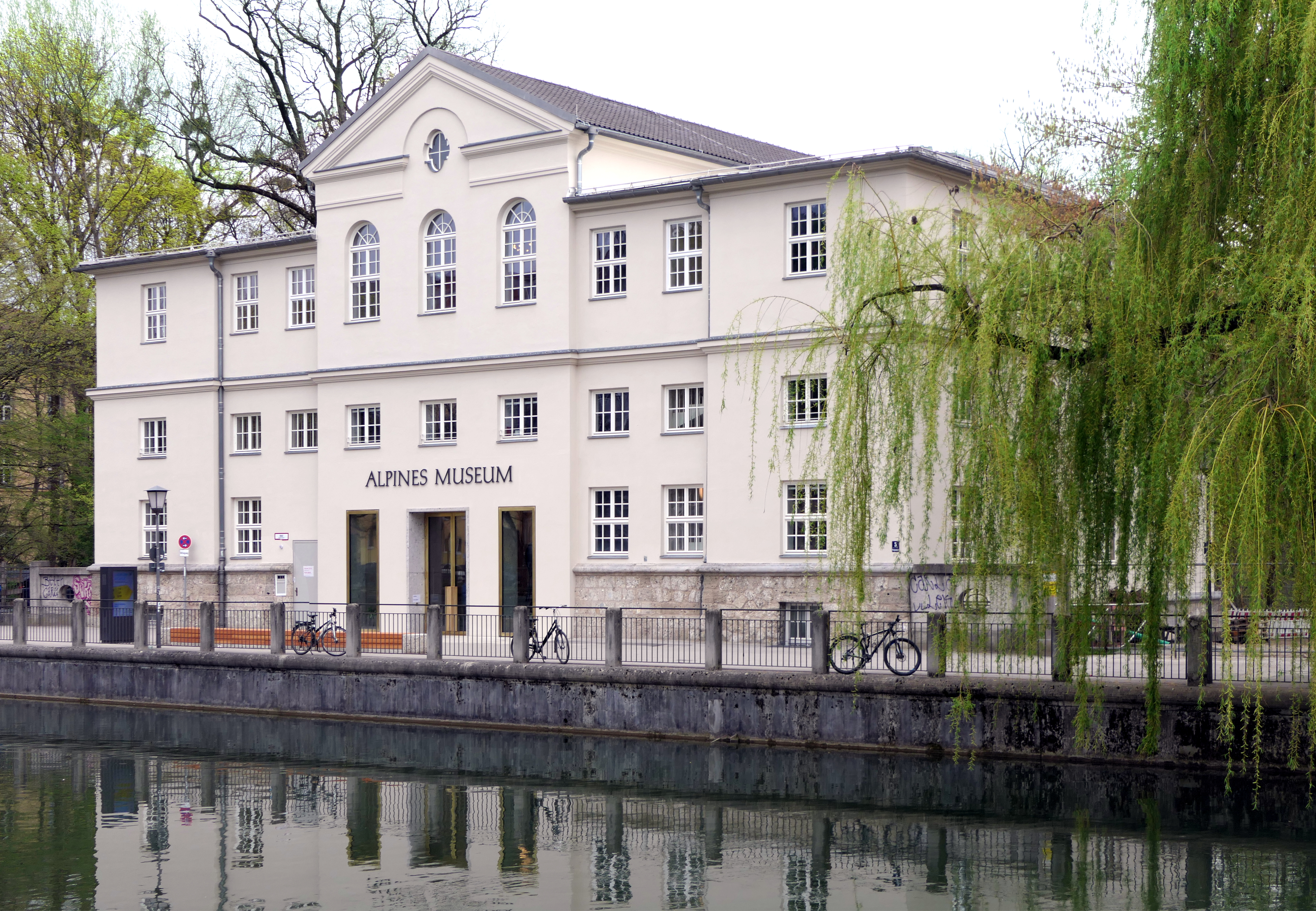
Weidenbegrünt am Isarkanal
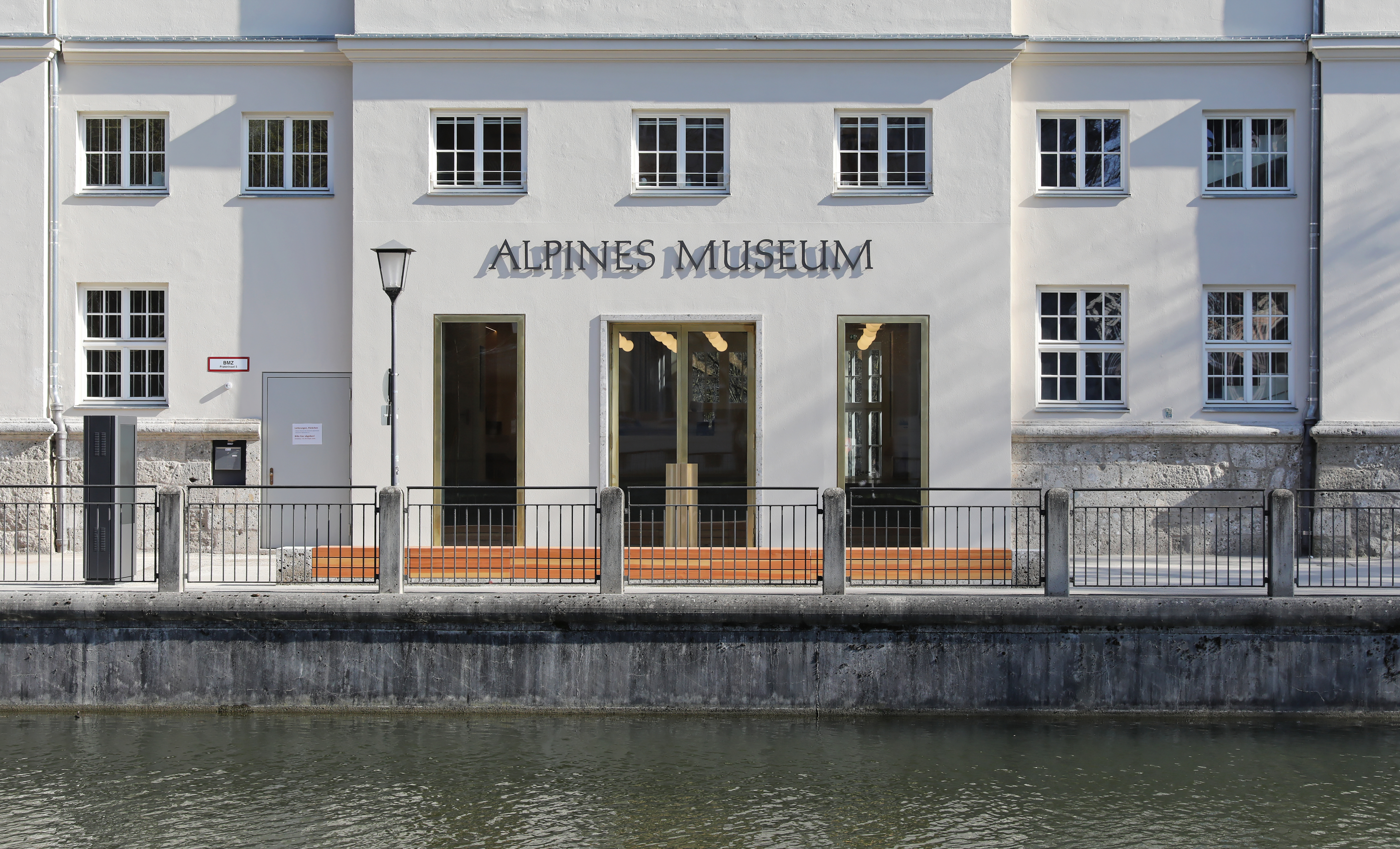
Eingang zur Stadt hin

### Erneuertes Gebäude
Nach außen hin am Auffälligsten: Der Eingang des Hauses ist sichtbarer zur Stadtseite hin verlegt, zum Westen an den Isarkanal. Das Eingangsfoyer öffnet sich in alle Bereiche des Museums, zur Bibliothek und zur Leselounge, zum gastronomischen Bereich, zum Museumsshop und zu den Veranstaltungsräumen. Insgesamt ist das Museum moderner und heller geworden. Durch den gesamten Eingangsbereich und das Foyer bis nach außen zu den Terrassen im Garten zieht sich Nagelfluh, ein Konglomerat verschiedener Gesteine das Alpenraums, als steinernes Band durch das ganze Gebäude, ergänzt durch raue, grob gestockte Betonoberflächen in den beiden neuen Treppenhäusern.
Der Bezug zur Natur in den Alpen findet sich in weiteren Elementen wieder. Das reicht vom Parkett zu Einbauten, dem Mobiliar und den Bibliotheksregalen, die aus unterschiedlichen Hölzern der Bergwelt gefertigt wurden, und in ihrer Gestaltung an die Einfachheit der Berghütten erinnern sollen. Im Park soll ein eigener kleiner Bereich mit alpinen Pflanzen gestaltet werden. Der zuvor labyrinthartige Charakter des Gebäudes ist wieder zurückgeführt auf seinen früheren klaren Grundriss. Architekt Michael Feil: „Unsere Planung sah vor, das Alpine Museum in Anlehnung an die frühere Ordnung so umzubauen, dass die ursprüngliche Großzügigkeit der Räumlichkeiten zurückkehrt. Die Neuordnung verstehen wir als Reparatur, Freilegung und Wiederherstellung der ursprünglichen Raumorganisation.“
Das Gebäude steht unter Denkmalschutz, während der Umbauarbeiten im Museum wurden verdeckte historische Bauelemente freigelegt, darunter mehrere 1945 stark beschädigte Natursteinsäulen, die nun in der Leselounge wieder sichtbar sind. Im Festsaal im zweiten Obergeschoss entdeckten die Architekten unter einer zugebauten Decke, die sie aufwändig restaurierten. Eine Besonderheit ist die blaugrüne Grundfarbe der Decke und der Blumenschmuck. Das Grün und die Blumen sollen auf den Naturschutzgedanken des Deutschen Alpenvereins hinweisen.

Innen hell und modern
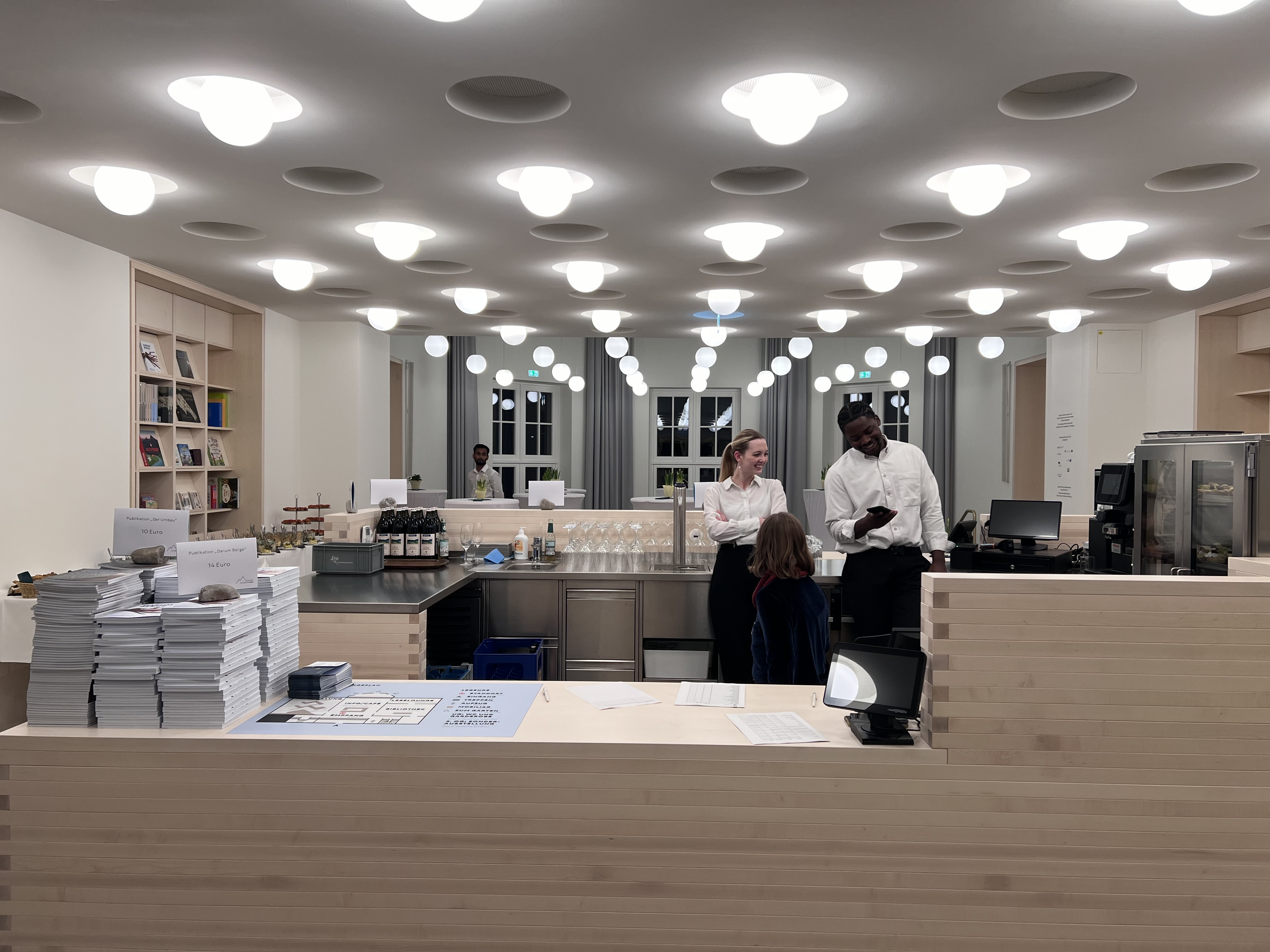
Foyer am Eingang
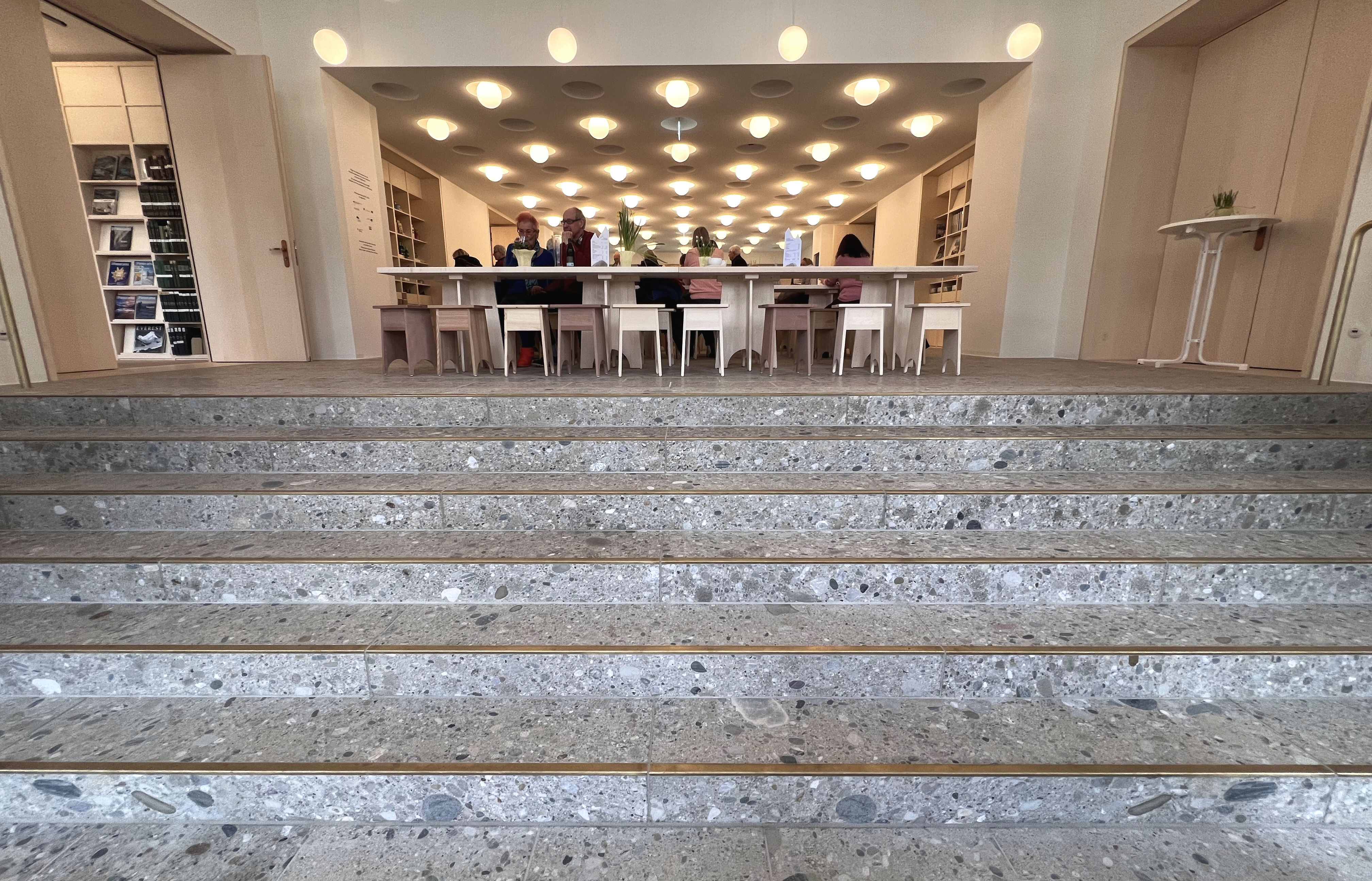
Steinernes Band aus Nagelfluh
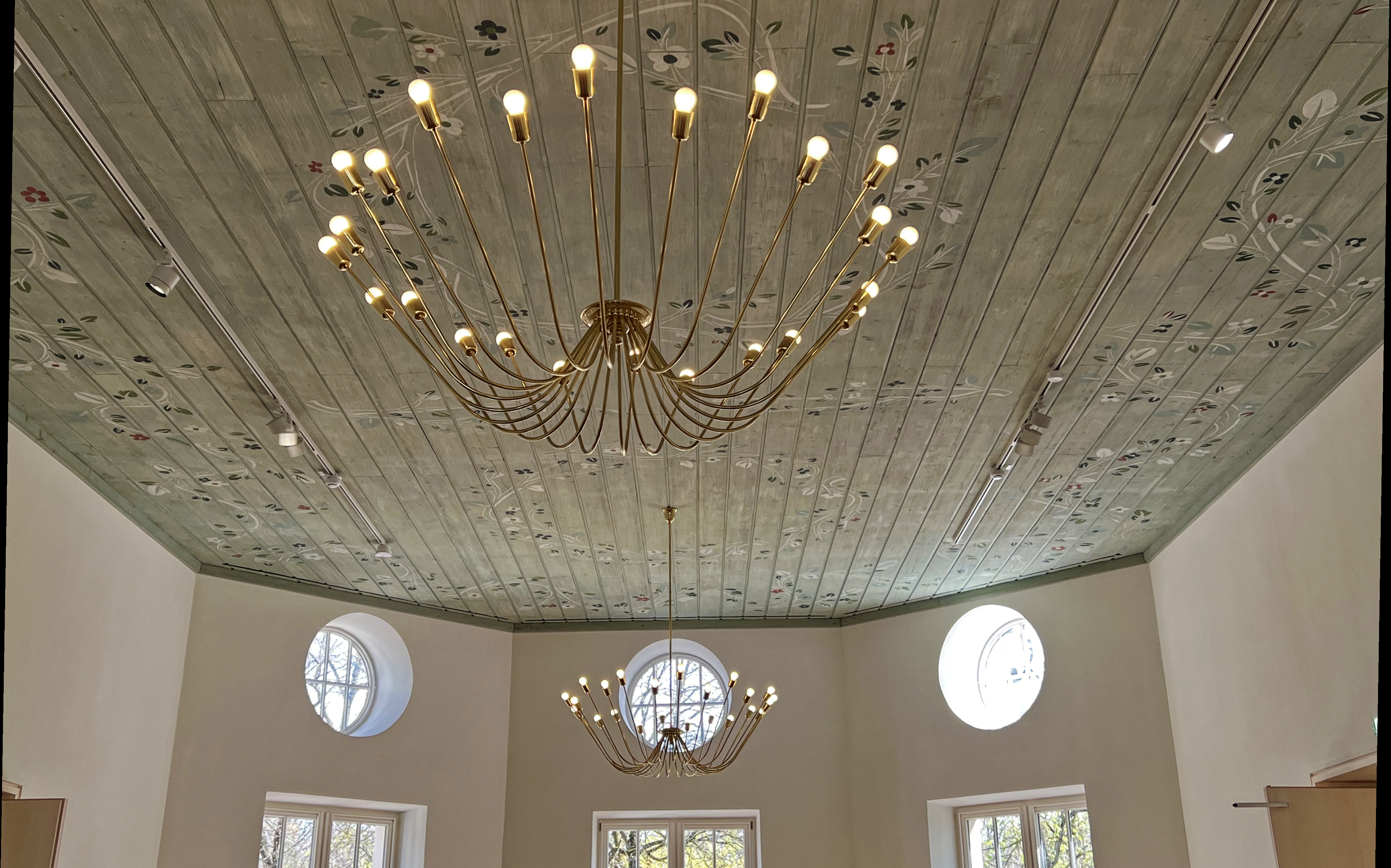
Historische Decke im Festsaal

## Archiv und Sammlung
Das Archiv und die Sammlungen stellen den Kern des Alpinen Museums dar. Im Archiv befinden sich schriftliche Dokumente, Fotografien, Plakate, Filme und sonstige Objekte zur Geschichte des Alpenvereins und seiner Sektionen sowie des Alpinismus aus den vergangenen 200 Jahren. Von Beginn an war das Museum auf das Sammeln, Bewahren und Aufbereiten der Geschichte des DAV-Bundesverbandes und der Vorgängerinstitutionen ausgerichtet. Dazu zählen auch Kunstwerke und Nachlässe von Persönlichkeiten aus dem Alpinbereich, insbesondere von Personen, die den Alpenverein und den Bergsport geprägt haben. In Vorträgen, Tagungen, Ausstellungen und in seinen Publikationen befasst sich das Museum vorrangig mit der Geschichte der Alpenorganisationen, mit Bergsteigen und Alpinsport, aber auch mit der Flora, der Fauna und der Volkskunde des Alpengebiets. Präsentiert werden die Aktivitäten des Alpenvereins und es werden bedeutende Bergsteigerinnen und Bergsteiger vorgestellt. Ein großer Teil der Archivbestände ist digitalisiert und kann in der Archivdatenbank recherchiert und eingesehen werden.
Einen wesentlichen Teil der Exponate bilden Reliefs, die bedeutendsten darunter von Albert Heim (1849–1937), Leo Aegerter (1875–1953) sowie Xaver Imfeld (1853–1909). Eine Abteilung, die nach Ende des Ersten Weltkriegs eingerichtet wurde, zeigte den Gebirgskrieg in den Dolomiten.
In der Sammlung des Museums befinden sich zahlreiche Utensilien und Gegenstände, die von Expeditionen stammen, und auch Bergsteigerausrüstungen und Einrichtungen von Hütten, die dem Museum vermacht wurden. Vieles ist archiviert, kann in der Datenbank recherchiert und im Archivlesesaal eingesehen werden, dies über die Archivbestände der drei im alpinen Archivbereich kooperierenden Verbände Deutscher Alpenverein, des Österreichischer Alpenverein (ÖAV) und des Alpenvereins Südtirol (AVS) und zwar in der gemeinsamen Datenbank von DAV, ÖAV und AVS.

Archiv und Sammlung
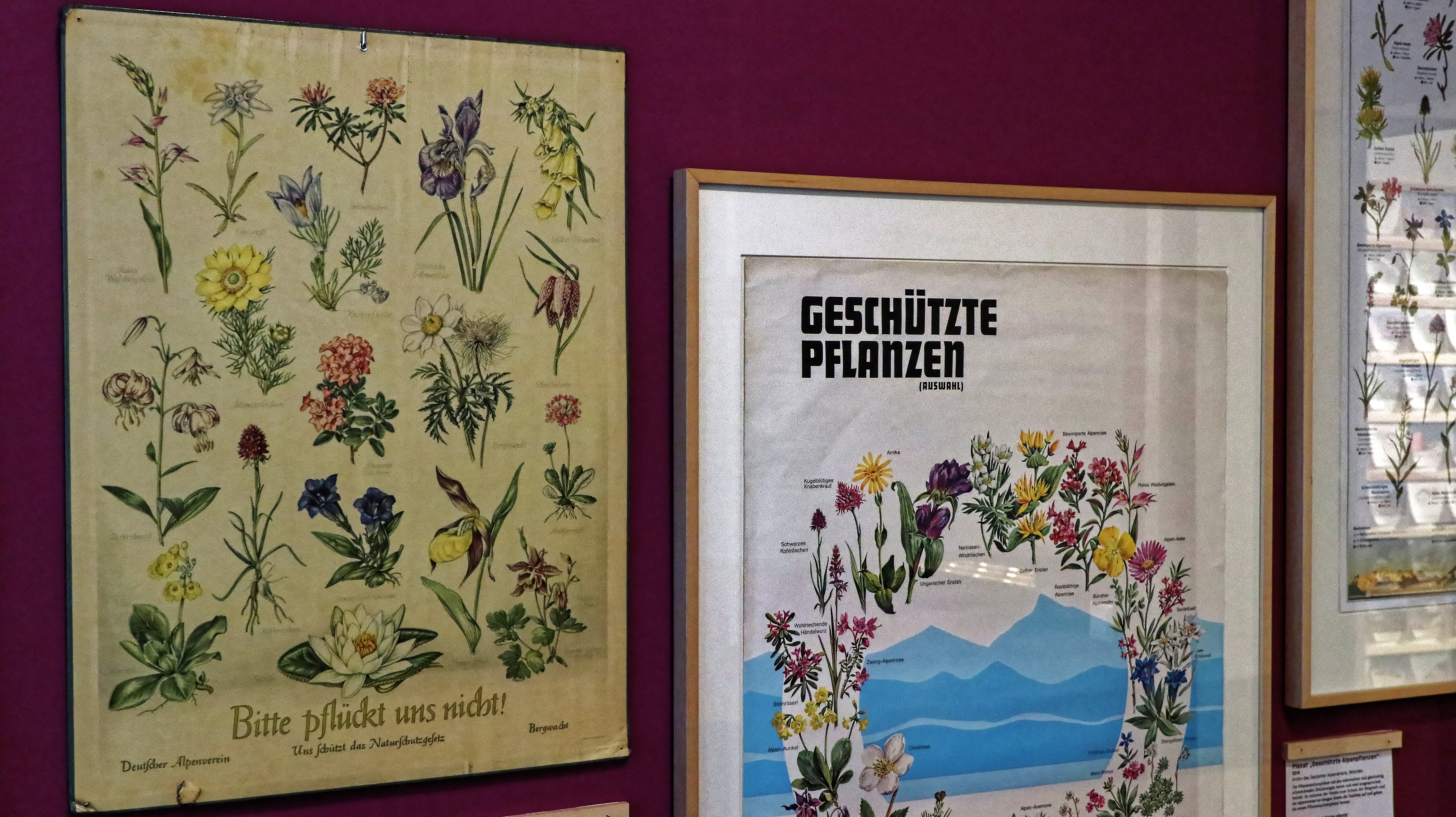
Flora und Fauna
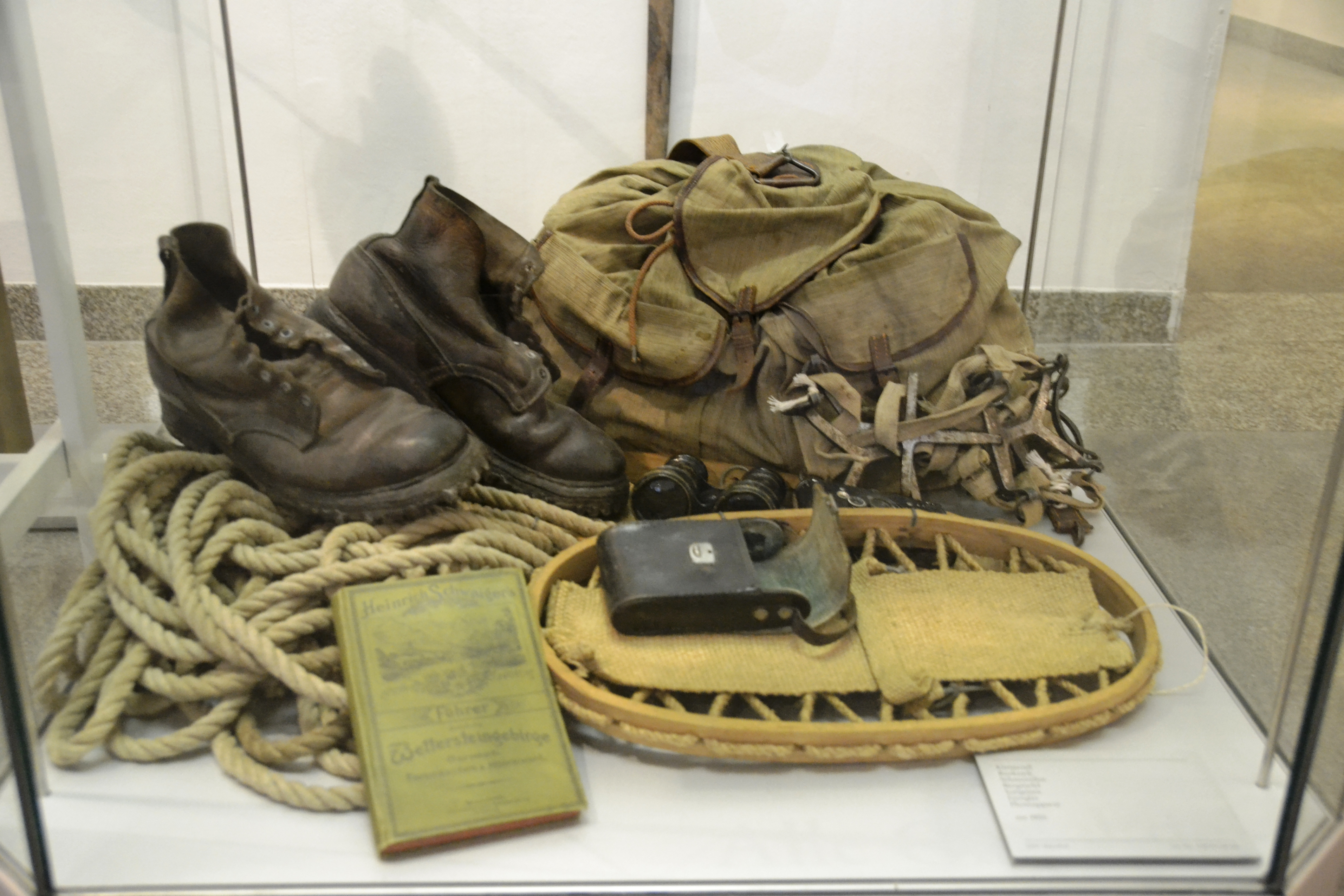
Hiking Equipment
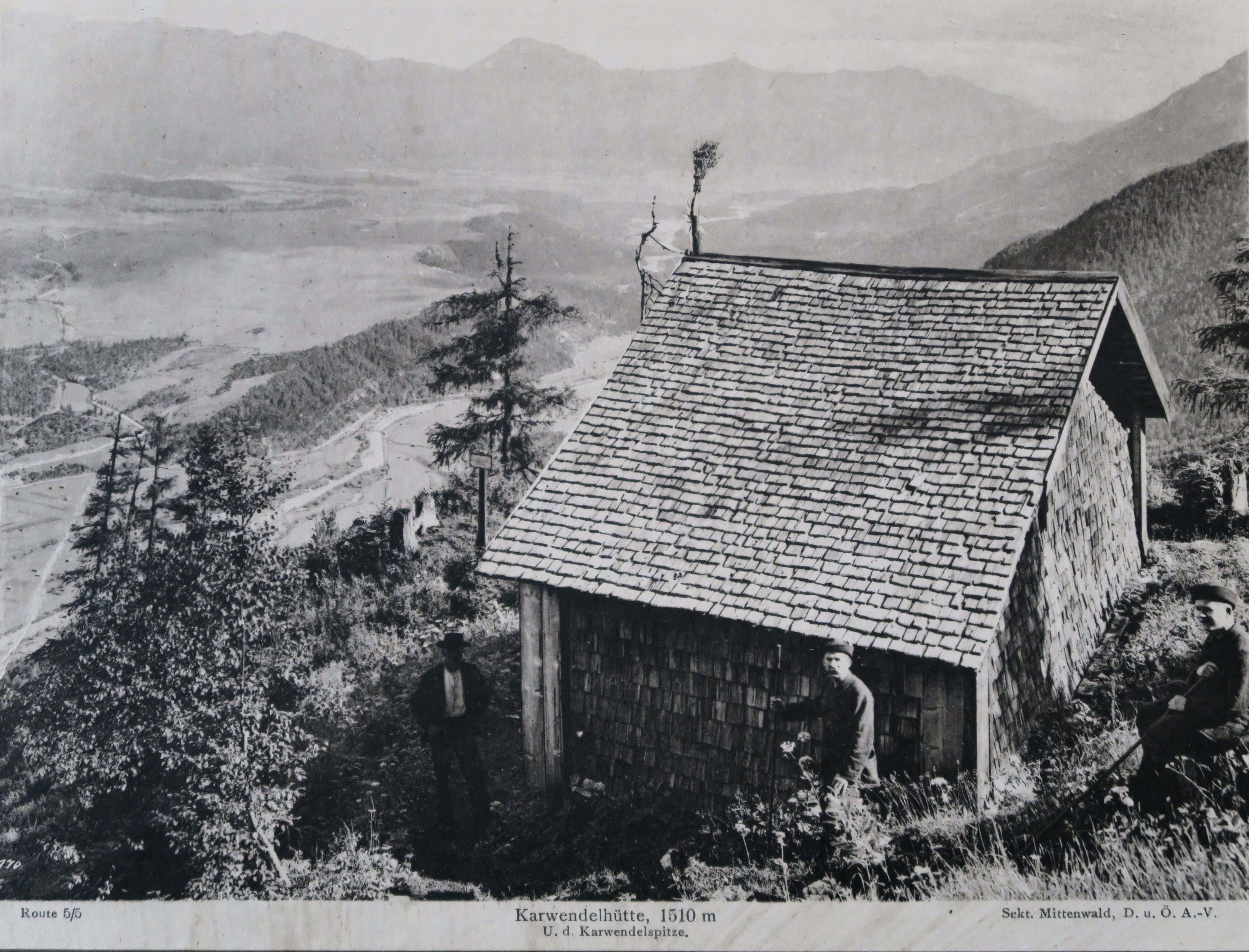
Historische Karwendelhütte

In dem vom DAV-Präsidium am 12. Februar 2022 verabschiedeten „Archiv- und Sammlungskonzept 2030“ sind Struktur und Zielsetzung von Archiv und Sammlung des Museums festgelegt. Betont wird darin insbesondere die Einbindung von ÖAV und AVS in das Konzept: „Wir sammeln in Abstimmung und in Abgrenzung zu den Sammlungsinhalten und -gebieten unserer Partnerorganisationen im Österreichischen Alpenverein (ÖAV) und im Alpenverein Südtirol (AVS), mit denen uns eine 150jährige gemeinsame Geschichte verbindet. Die Erschließung unserer Bestände erfolgt kooperativ in einer gemeinsamen Datenbank. Recherchen, Anfragen und Beratung werden fortlaufend untereinander abgestimmt.“

## Bibliothek
Die Vorgeschichte der prominent im Erdgeschoss platzierten Bibliothek begann mit dem Bergsteiger und Forschungsreisenden Willi Rickmer Rickmers (1873–1965). Dieser hatte 1901 seine vielbändige alpine Bücherei dem Deutschen und Österreichischen Alpenverein zur Gründung einer Zentralbibliothek überlassen. Diese spätere Alpenvereinsbücherei war seit 1902 in fünf Mansardenräumen der Stadtsparkasse München untergebracht gewesen und wurde, bei laufend erweitertem Bestand, 1909 in das Gebäude Isarlust überführt.
Die heutige DAV-Bibliothek im Museum gilt als die größte alpine Bibliothek der Welt, sie umfasst die Geschichte des Deutschen Alpenvereins und ist zugleich Archivbibliothek für alle DAV-Publikationen sowie Forschungsbibliothek für Wissenschaft und Medien. Die Bibliothek enthält über 70.000 Medien zu den Themenbereichen Bergsteigen, Berge und Bergsport und zum Natur- und Umweltschutz im alpinen Raum. Sie besitzt zudem wertvolle historische Buch- und Zeitschriftenbestände, die bis ins 18. Jahrhundert zurückreichen. Unmittelbar neben der Bibliothek lädt eine geräumige Leselounge mit Blick zur Isar zum Schmökern in Büchern und den ausgelegten Alpinzeitschriften ein. Bibliothek sowie die angrenzende Leselounge und das Café Isarlust sind während der Öffnungszeiten des Museums frei und kostenlos zugänglich.

Bibliothek und Leselounge
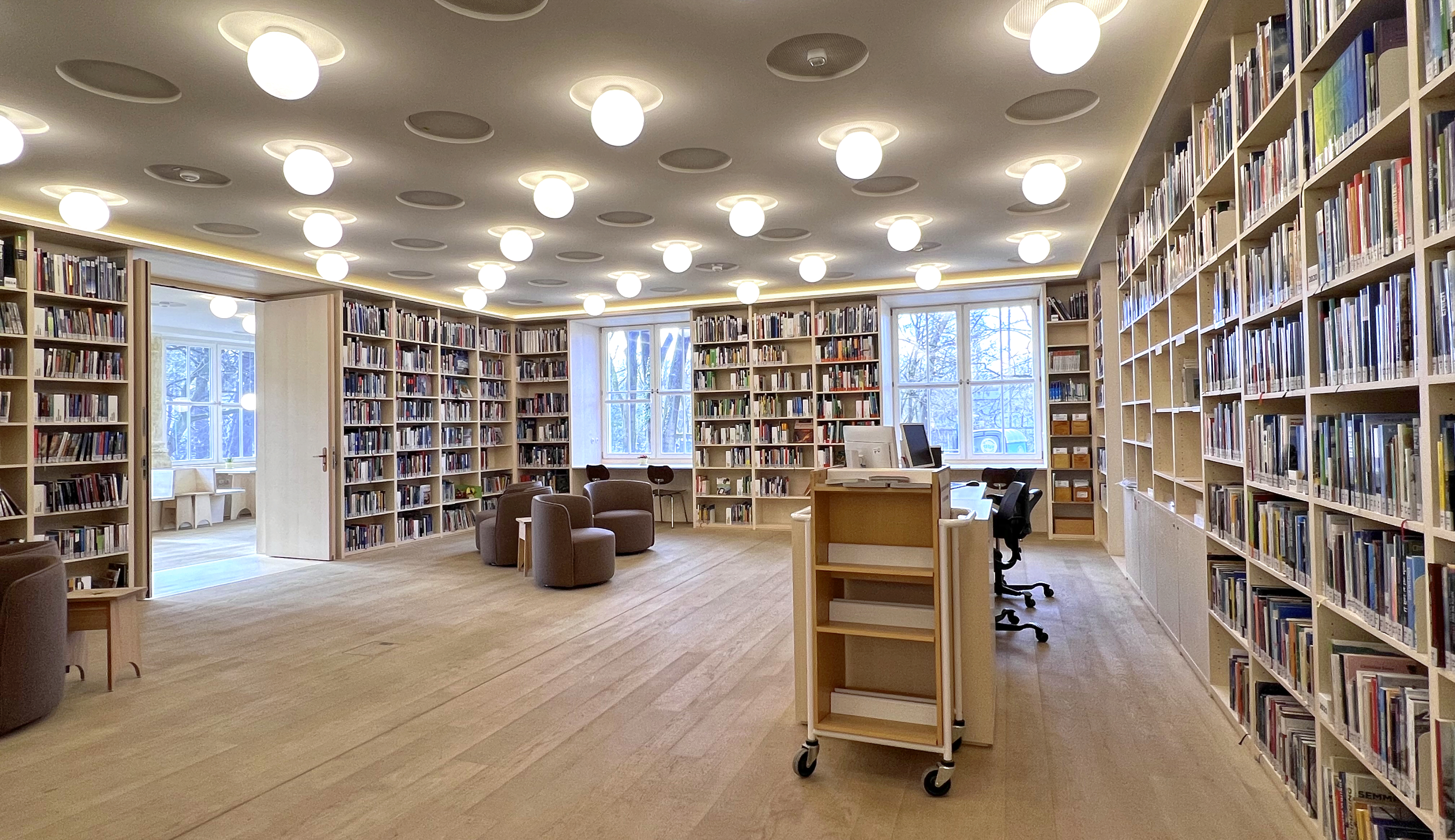
Bibliothek mit Sitz-Inseln
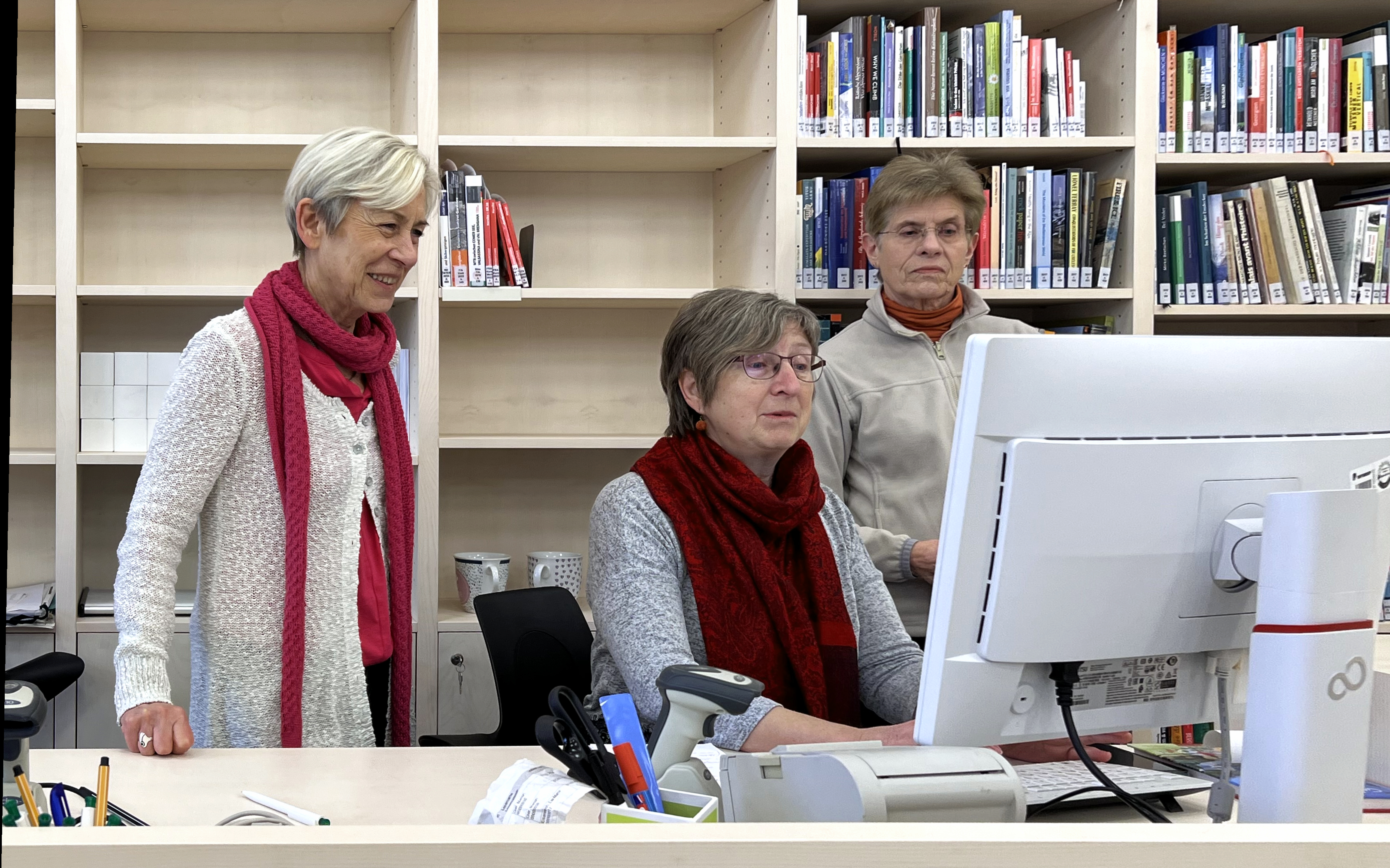
Ausleihe für Bibliothek und Archiv
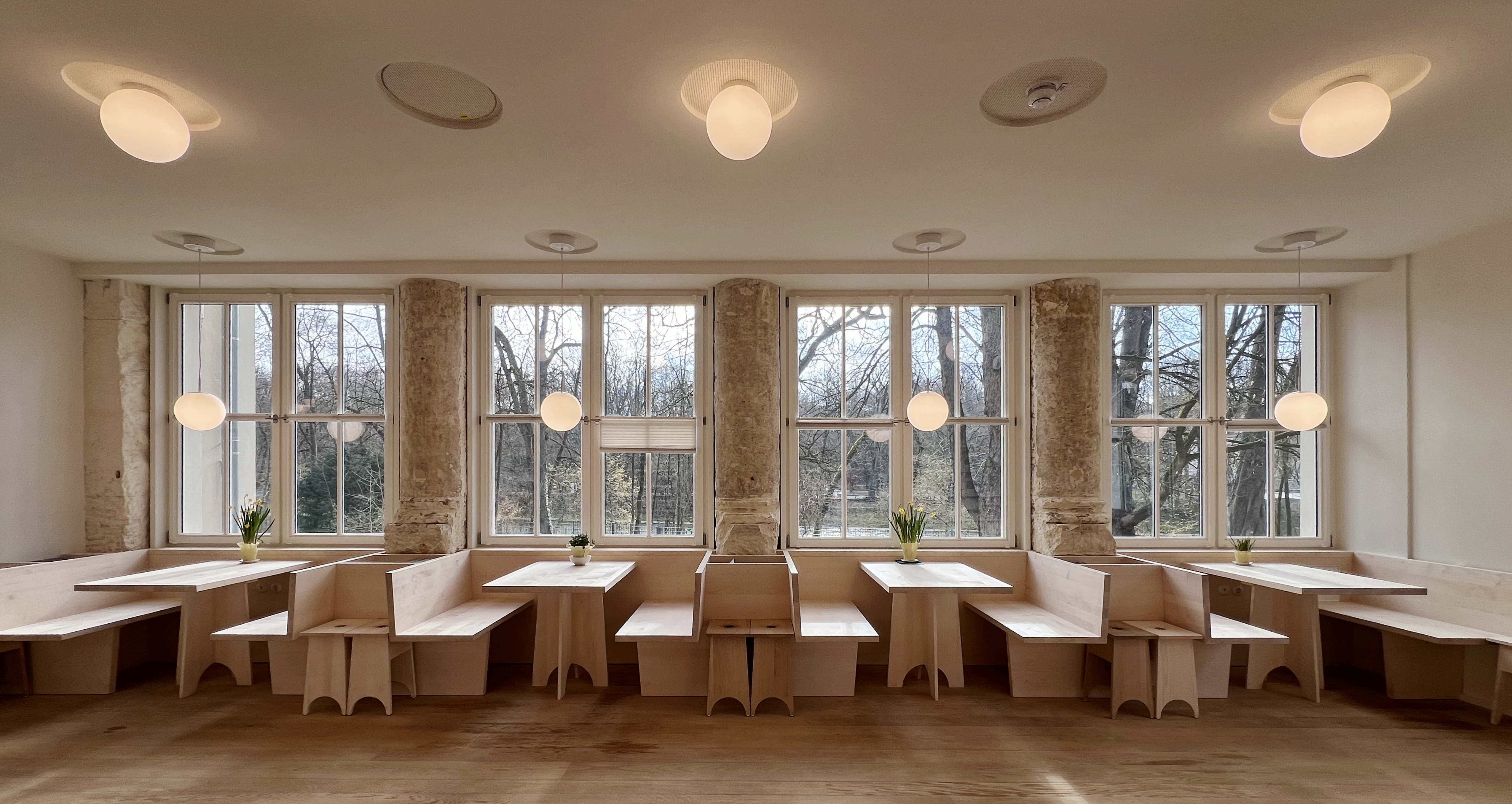
Lese-Lounge zur Isar hin

## Ausstellungen
Der klassische museale Bereich mit seinen Ausstellungen bildet in der Dauerausstellung im Erdgeschoss das große alpine Themenspektrum ab, im zweiten Stock sind die wechselnden aktuellen Ausstellungen platziert. In der Dauerausstellung mit dem Motto „Darum Berge“ führt das Museum in fünf Kapiteln in alpine Themen ein, die die Beziehung des Menschen zu den Bergen prägen. In multimedialen sowie Mitmach- und Erlebnisstationen geht das vom Abenteuer in den Bergen, über das körperliche Empfinden bei Bergtouren, der Leistung und der Gemeinschaft am Berg bis hin zum Erleben der Natur in den Bergen und dem Schutz der Natur. Dargestellt werden die Themen in Interviews, und Gemälden, gezeigt wird historische Bergsteigerausrüstung und vieles, was mit Abenteuer, Körper, Leistung, Natur und Gemeinschaft beim Bergsport in Zusammenhang steht.

Dauerausstellung „Darum Berge“
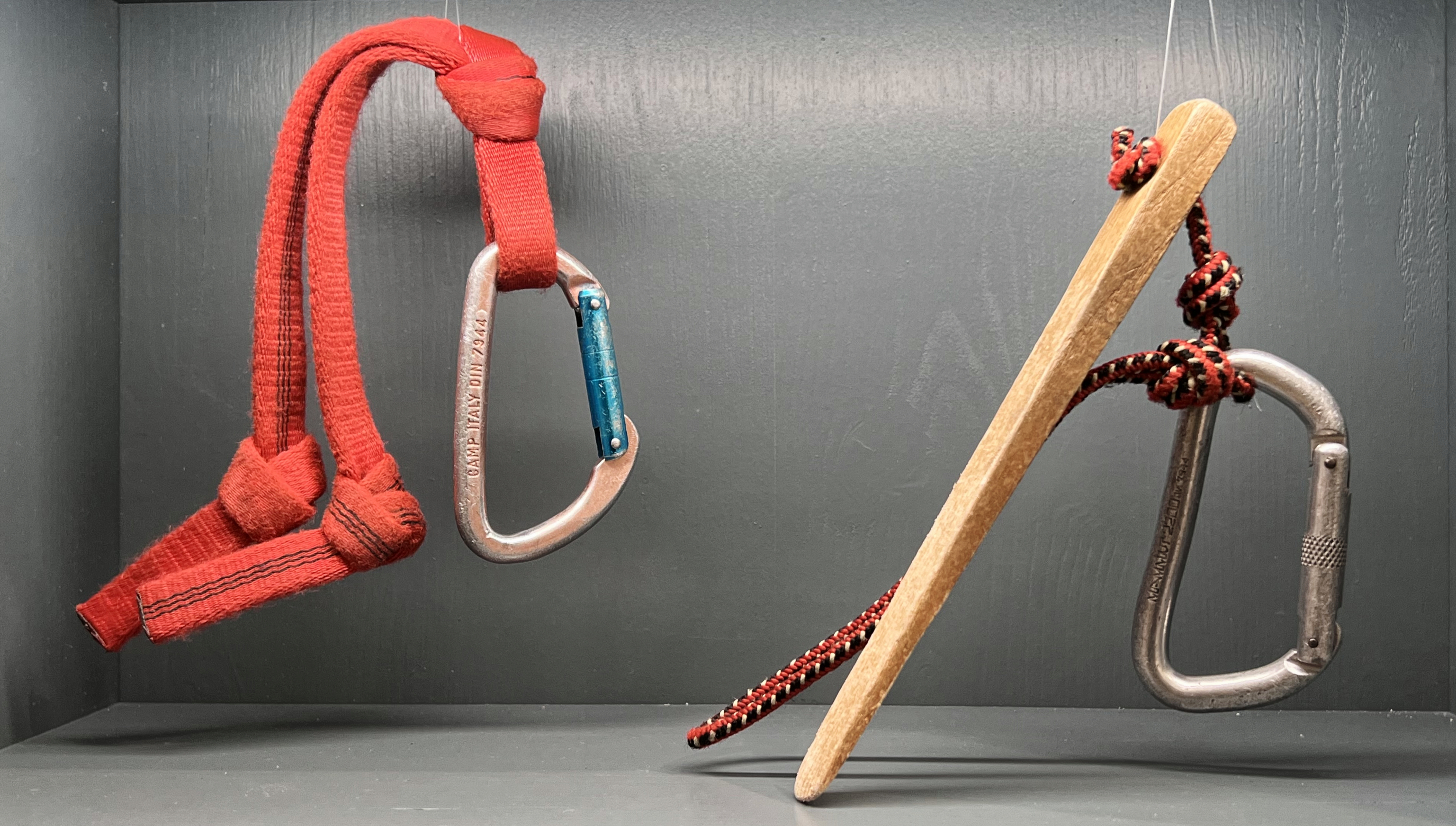
Bergsteigen
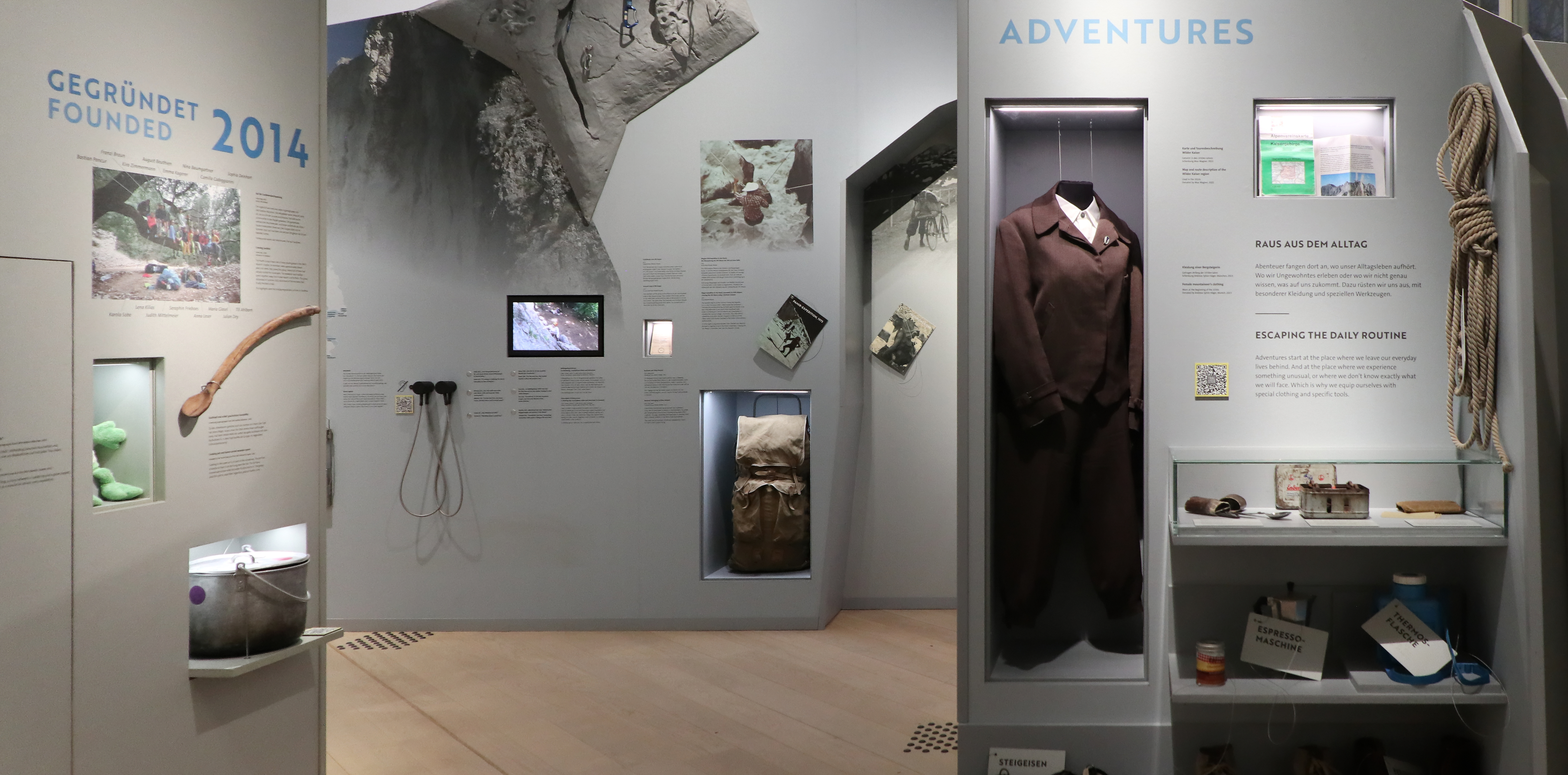
Abenteuer
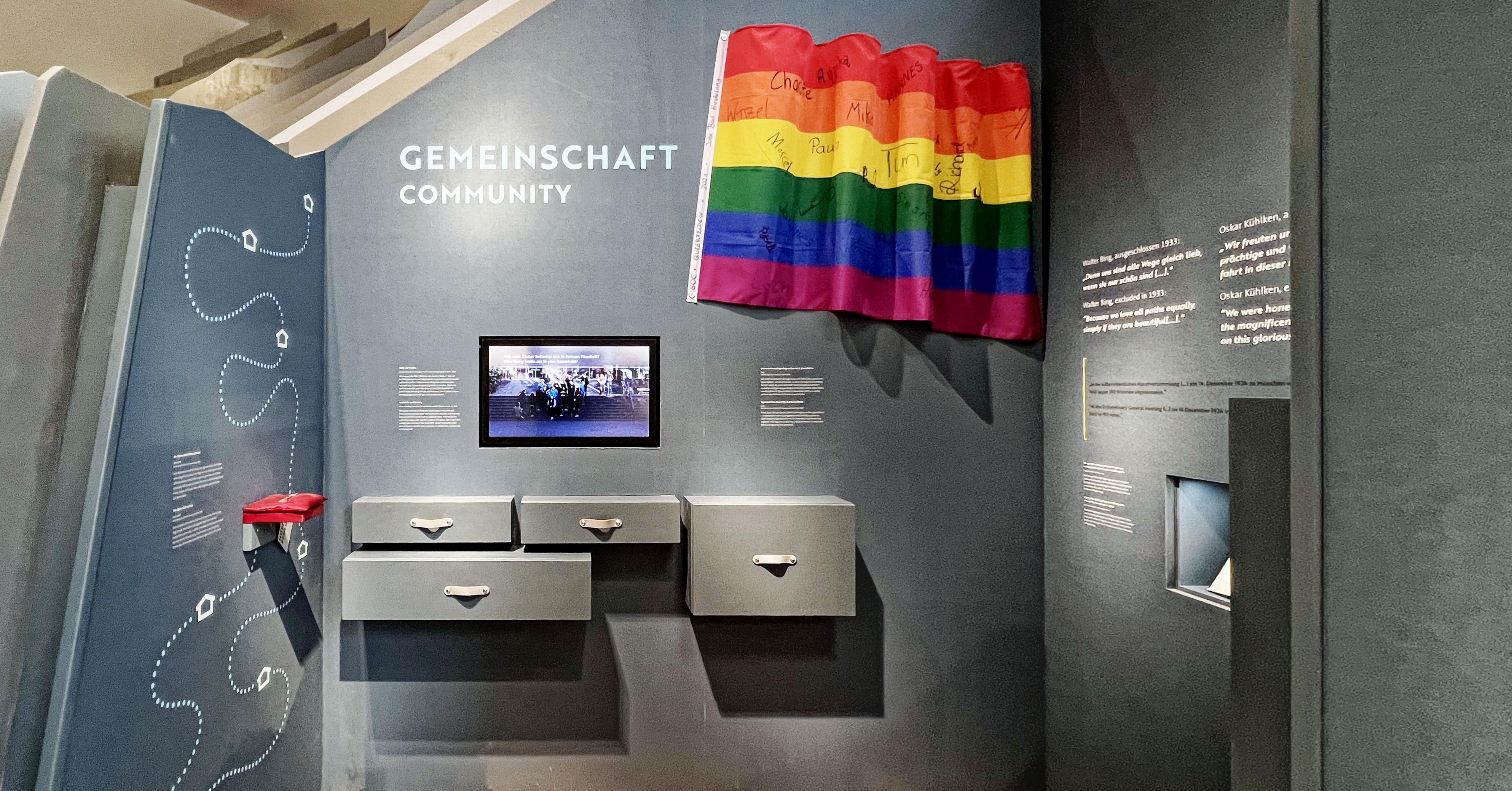
Gemeinschaft

## Problematische Themen
Mit seiner umfangreichen Sammlung, seinem Archiv und der Bibliothek ist das Alpine Museum prädestiniert für die wissenschaftliche Aufarbeitung und Dokumentation auch problematischer teilweise auch den Verband betreffende Themen wie die Ausgrenzung und Benachteiligung von Frauen im Deutschen und Österreichischen Alpenverein und im Alpinismus, insbesondere auch die Geschichte des Antisemitismus im Deutschen und Österreichischen Alpenverein. Dass der DuOeAV schon früh antisemitisch ausgerichtet war, belegt eine in der Museums-Homepage veröffentlichte Dokumentation, die detailliert die antijüdischen Vorgänge in den Sektionen des DuOeAV darlegt. „Nach einzelnen Ausgrenzungen seit dem ausgehenden 19. Jahrhundert agitierten Teile des Vereins insbesondere nach dem Ersten Weltkrieg antisemitisch. Sektionen schlossen Jüdinnen und Juden aus oder nahmen sie nicht mehr auf. Im Jahr 1924 verabschiedete dann die Gesamtheit der Sektionen im DuOeAV, der Verband, den Ausschluss der vorwiegend jüdischen Sektion Donauland.“ In einer umfassenden Ausarbeitung gehen die Autoren Friederike Kaiser und Max Wagner der Frage nach, „warum der Alpenverein einen so fruchtbaren Nährboden für Antisemitismus und völkisches Denken bildete“.

Beispiele für neuralgische Themen
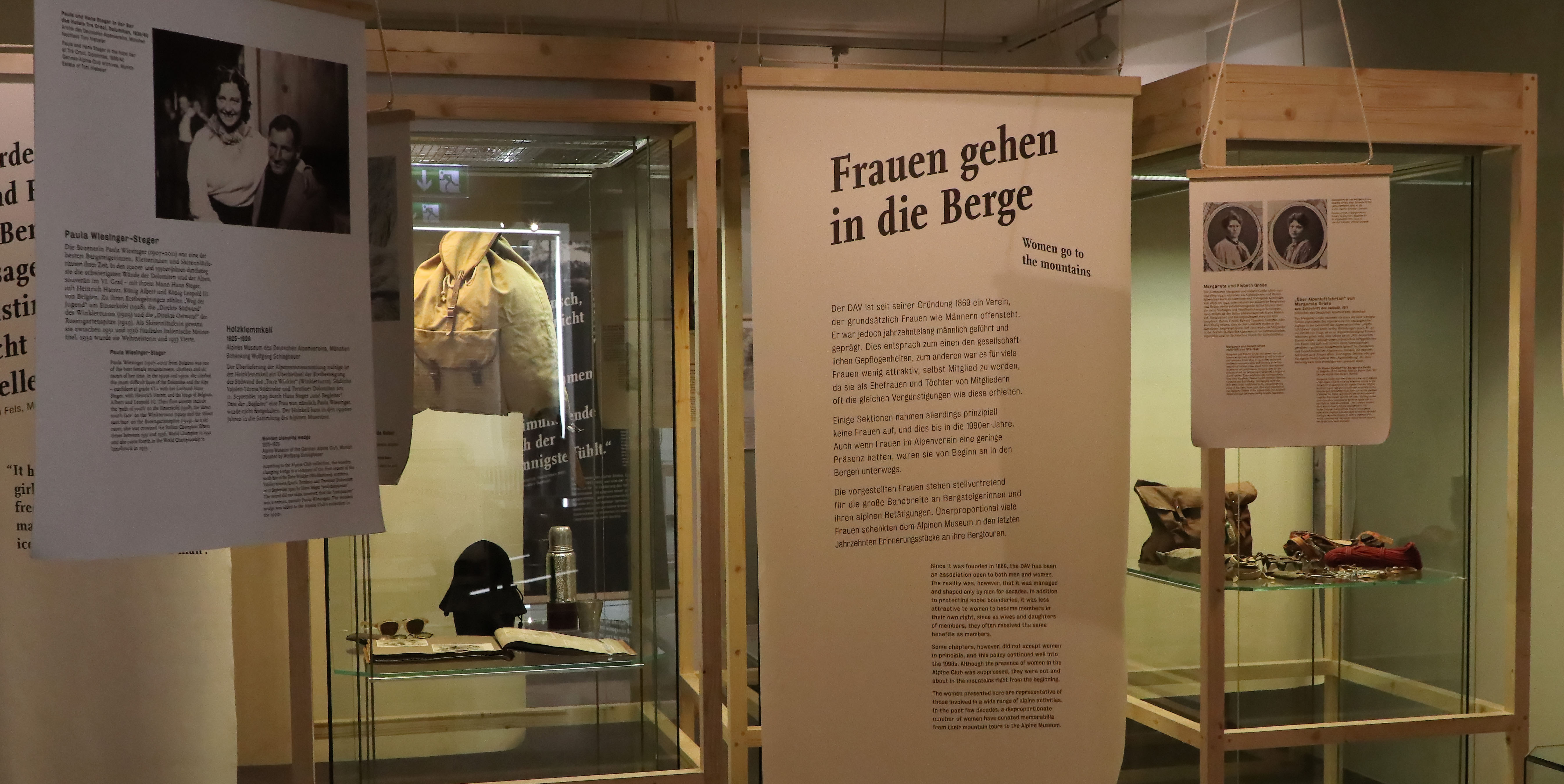
Ausstellung Frauen in den Alpen
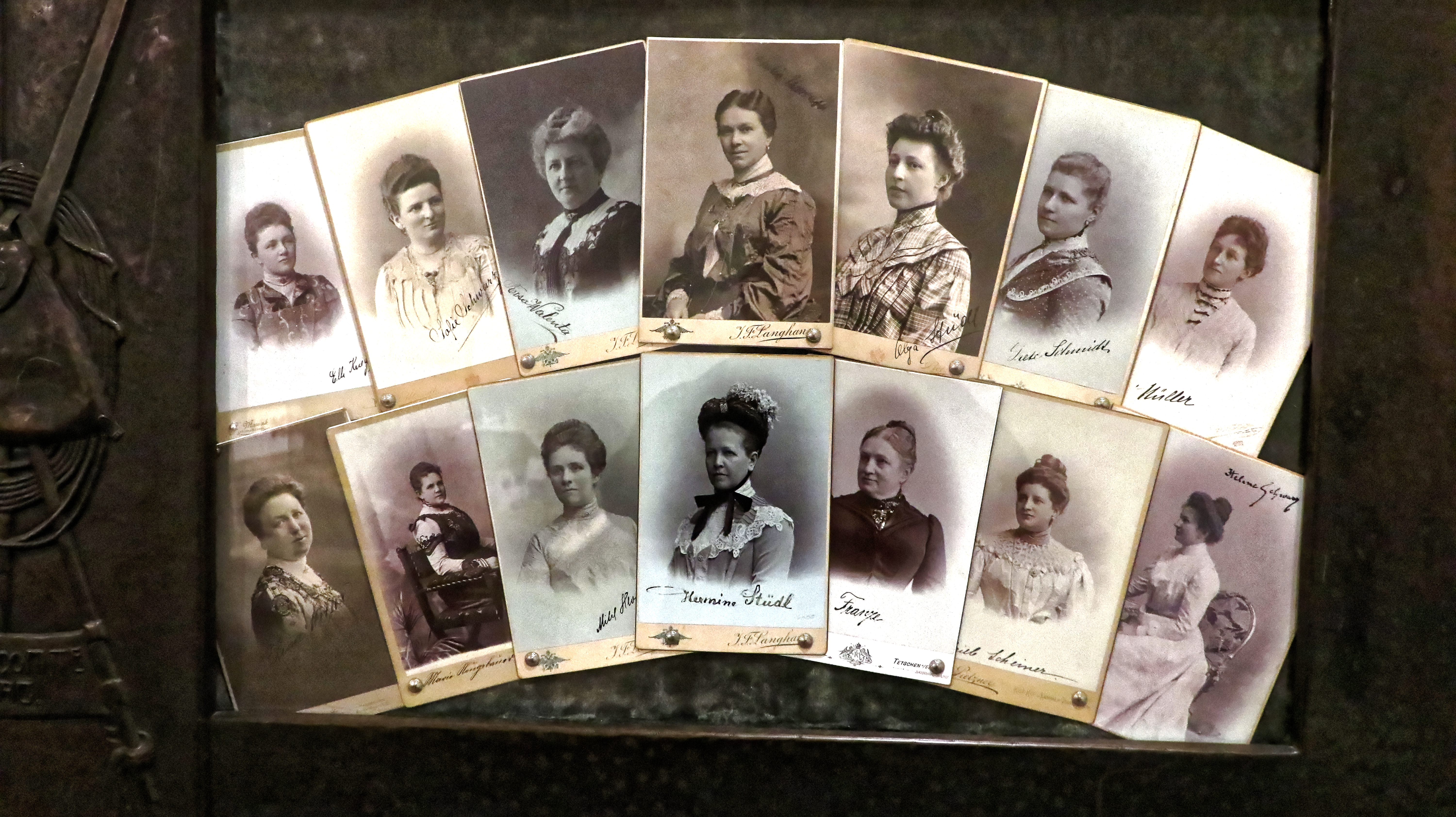
Beispiele für Frauen in den Bergen
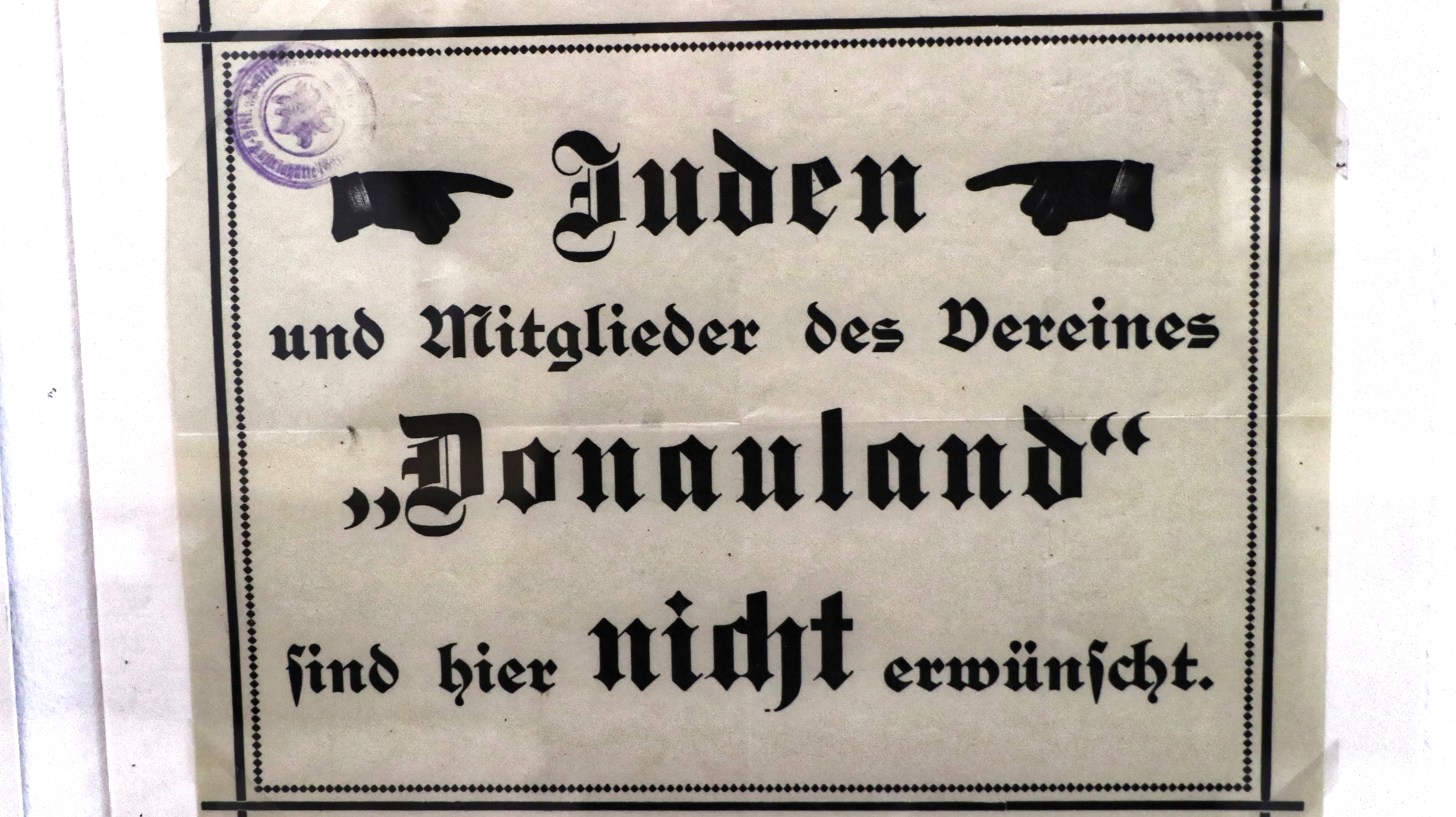
Antisemitismus im Alpenverein

## Übersicht der Sonderausstellungen
Das Alpine Museum dokumentiert auf seiner Homepage alle Sonderausstellungen seit der Wiedereröffnung 1996 bis zum Umbau 2021 und seit 2024: Die untige Tabelle dokumentiert auszugsweise die Themen, wobei der Info-Link zu der jeweiligen Ausstellung auf der Homepage des Alpinen Museums führt.
| Zeitraum              | Ausstellung | Quelle |
| --------------------- | --- | ------ |
| 26.10.1996–28.01.1997 | Eingriffe: Malerei und Grafik von Johannes Birkhölzer.                                                                   | Info   |
| 11.03.1999–29.04.1999 | Hochgebirgs- und Gletscherforschung. Zum 100. Geburtstag von Richard Finsterwalder.                                      | Info   |
| 20.04.2000–01.07.2000 | Schön und schaurig: Aus den Sammlungen des Alpinen Museums.                                                              | Info   |
| 15.02.2001–17.06.2001 | Bergbauern. Fotografien von Erika Hubatschek 1939–1960.                                                                  | Info   |
| 25.04.2002–22.09.2002 | Der Aufstieg der Infoen. Eine politische Expedition von Münchner und Dresdner Bergsteigern in den Kaukasus im Jahr 1932. | Info   |
| 10.10.2002–16.03.2003 | Faszination Himalaya. Forscher, Bergsteiger und Abenteurer erzählen.                                                     | Info   |
| 23.10.2003–11.04.2004 | Die Zugspitze. Vom Bergsteigen zum Massentourismus.                                                                      | Info   |
| 29.04.2004–16.01.2005 | Gletscher im Treibhaus. Eine fotografische Zeitreise in die alpine Eiswelt.                                              | Info   |
| 17.03.2005–12.02.2006 | Mit der Nase in die Berge. Alpine Duftgeschichte(n).                                                                     | Info   |
| 11.05.2006–18.03.2007 | Berge im Kasten. Fotografien aus der Sammlung des Deutschen Alpenvereins, 1870–1914.                                     | Info   |
| 24.07.2008–21.02.2010 | Aufwärts! Berge, Begeisterung und der Deutsche Alpenverein 1945–2007.                                                    | Info   |
| 22.04.2010–27.02.2011 | Hast Du meine Alpen gesehen? Eine jüdische Beziehungsgeschichte...                                                       | Info   |
| 24.11.2011–24.06.2012 | Berg Heil! Alpenverein und Bergsteigen 1918–1945.                                                                        | Info   |
| 18.11.2012–21.06.2013 | Angesagt und Aufgestiegen. Die Jugend des Deutschen Alpenvereins.                                                        | Info   |
| 11.07.2013–16.02.2014 | Philipp Schönborn. Bergpredigt.                                                                                          | Info   |
| 14.03.2014–15.02.2015 | Alpen unter Druck. Erschließung im Alpenraum.                                                                            | Info   |
| 19.03.2015–26.06.2016 | Über den Himalaya. Die Expedition der Brüder Schlagintweit nach Indien und Zentralasien 1854–1858.                       | Info   |
| 01.07.2016–05.02.2017 | Standpunkt. Jürgen Winkler 1951–2016.                                                                                    | Info   |
| 09.03.2017–08.04.2018 | Hoch hinaus! Wege und Hütten in den Alpen.                                                                               | Info   |
| 17.05.2018–17.03.2019 | gerade wild. Alpenflüsse.                                                                                                | Info   |
| 12.05.2019–10.01.2021 | Die Berge und wir. 150 Jahre Deutscher Alpenverein                                                                       | Info   |
| 11.01.2021–06.03.2024 | Wegen Umbau geschlossen                                                                                                  |        |
| 07.03.2024–04.07.2024 | Der Umbau 2021 - 2024 | Info   |
| seit 04.10.2024       | Zukunft Alpen. - Die Klimaerwärmung                                                                                      | Info   |

Sonderausstellungen
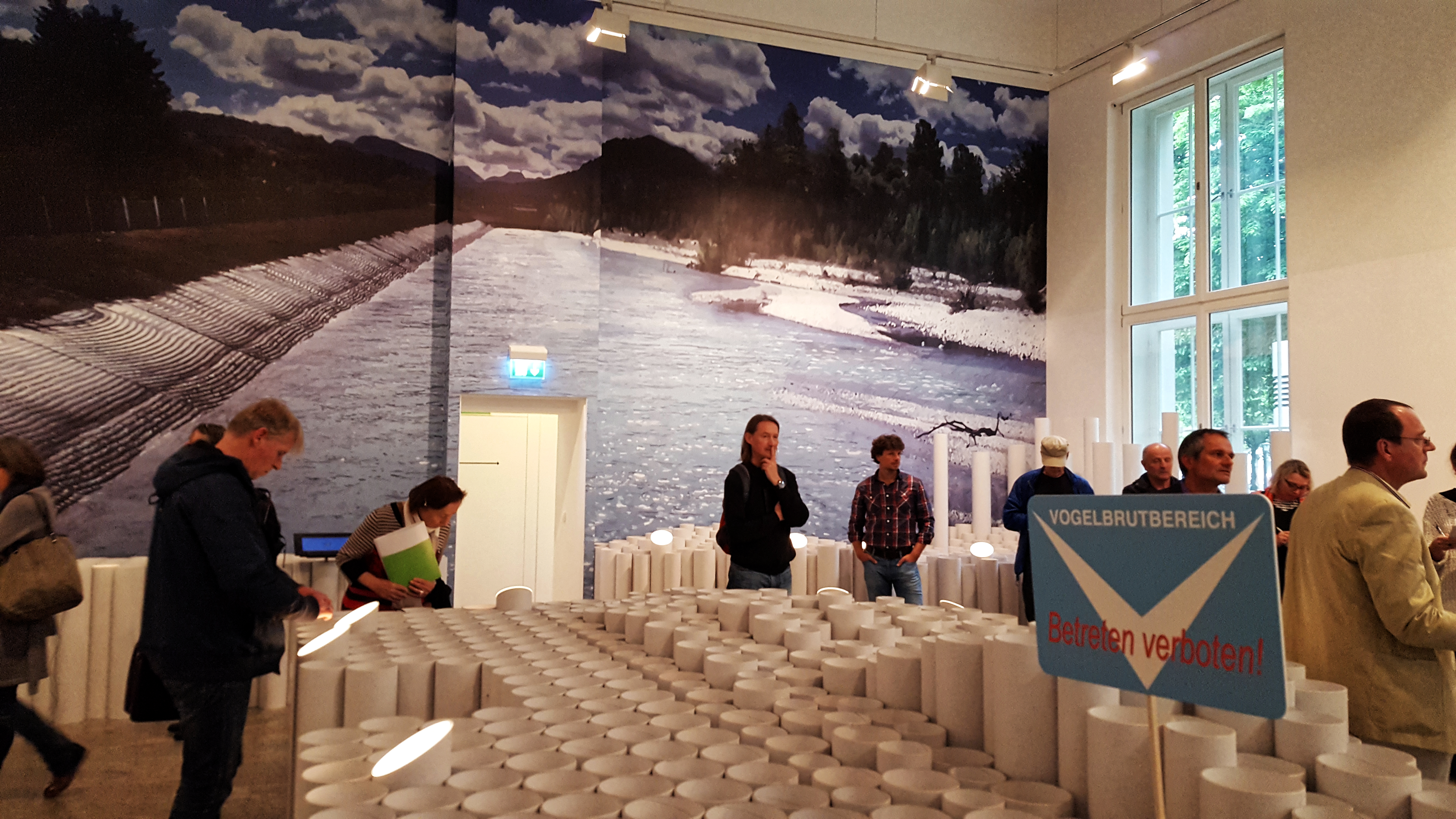
2018 Alpenflüsse
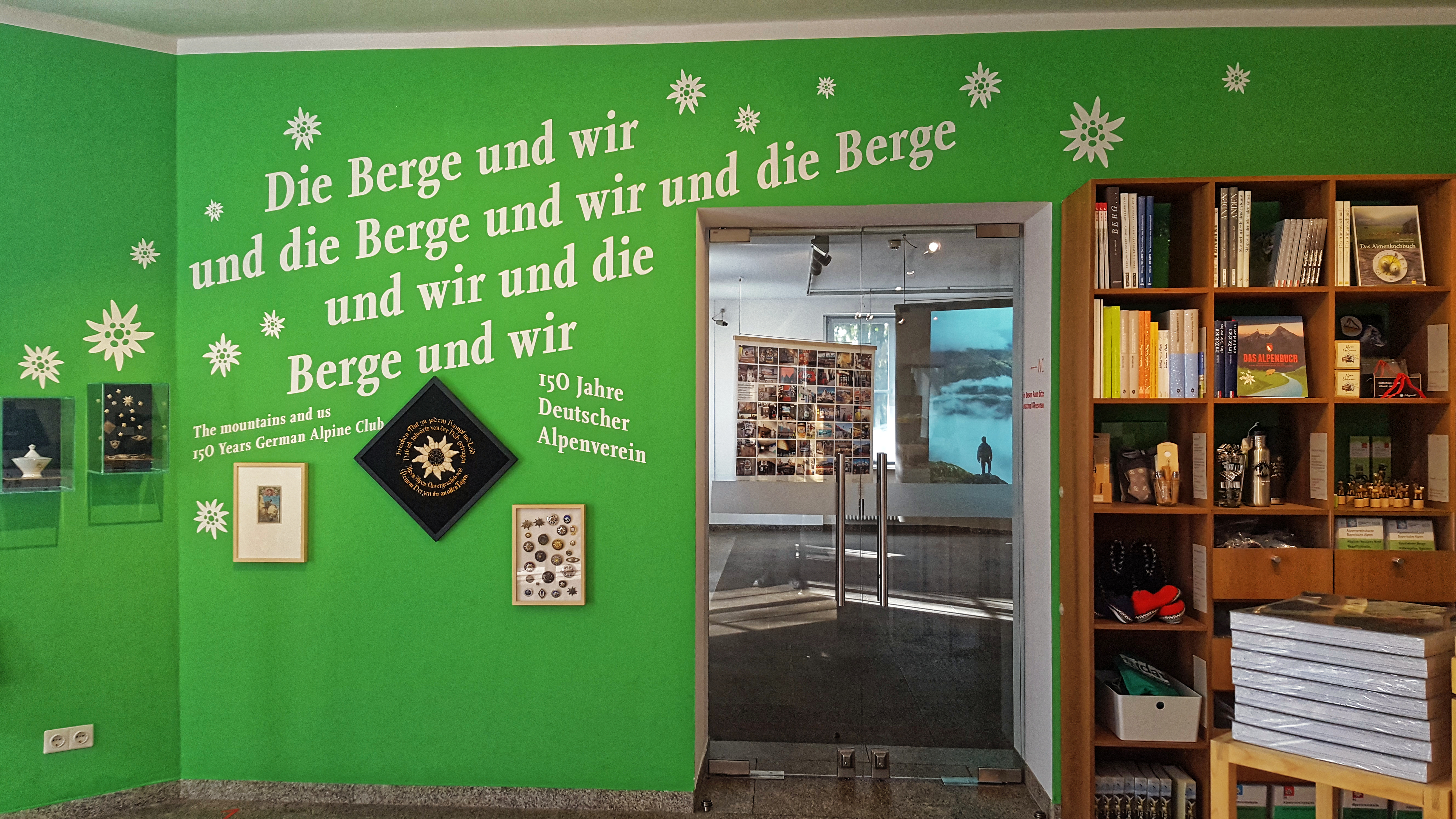
2019: Die Berge und wir
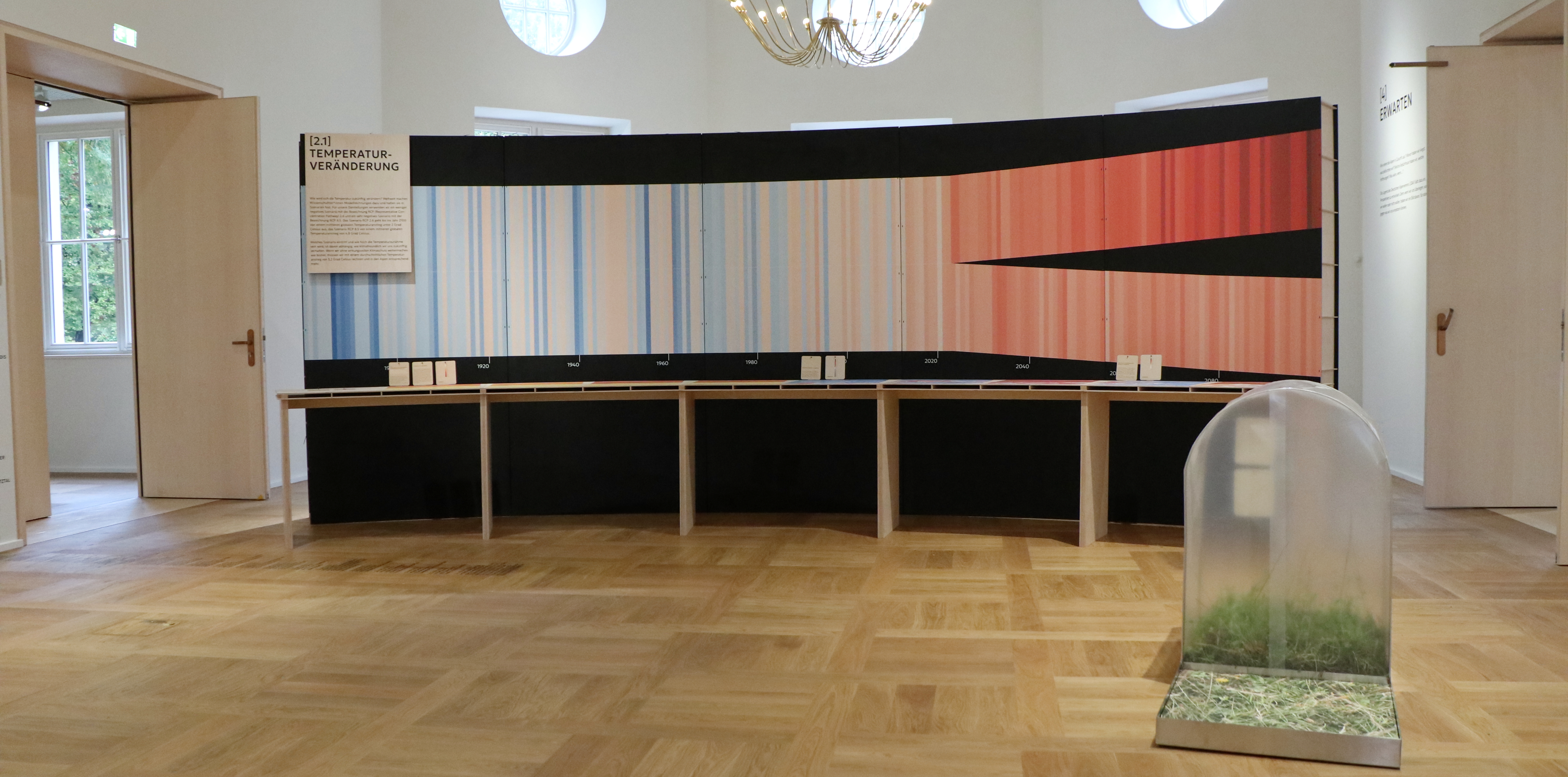
2024: Klimawandel in den Alpen